# Rosnoën
Rosnoën [ʁɔsnɔɛn] (en breton : Rosloc'hen) est une commune française, située dans le département du Finistère en région Bretagne.

## Géographie

### Description, relief et hydrographie
Rosnoën est une commune du Finistère baignée par l'Aulne, la rivière du Faou et la rade de Brest, l'île d'Arun séparant les eaux des deux fleuves à leur confluence à l'entrée de la rade mais formant une presqu'île à marée basse. Rosnoën fait partie du parc naturel régional d'Armorique. Elle est proche des Montagnes Noires et des monts d'Arrée. Le relief de la commune est accidenté, les altitudes allant du niveau de la mer à 146 mètres, altitude du bourg, situé sur une colline à environ 1,5 km de l'estuaire de l'Aulne, et même 166 mètres au point le plus élevé de la commune, situé au lieu-dit Guernévez à l'extrémité orientale du finage communal.
Les pentes sont parfois fortes, notamment le pourtour de la pointe de Térénez, qui présente un dénivelé d'une bonne centaine de mètres entre le plateau qui atteint par exemple 108 mètres d'altitude près de Leur ar Bouar et le niveau de la mer sur une faible distance, raison pour laquelle ce pourtour est resté boisé (Bois du Roz côté nord, et ses prolongements côté sud) ; il en est de même presque tout au long de la rive droite de l'Aulne maritime, par exemple entre Coz Treiz et la limite communale avec Logonna-Quimerch (désormais Pont-de-Buis-lès-Quimerch). Le dénivelé le plus important se trouve au sud de Bellevue, atteignant près de 150 mètres au niveau du belvédère, qui offre d'ailleurs un point de vue remarquable, dominant l'Aulne maritime.
Rares sont les parties du littoral ne présentant que de faibles pentes : la zone aux alentours d'Alleguennou et Roscondal, ce qui a permis l'établissement à cet endroit de quelques exploitations agricoles en position d'adret le long de la rive droite de l'Aulne maritime d'une part, et surtout le long du littoral de la Rivière du Faou entre le Prioldy et la limite orientale de la commune avec Le Faou, mais le caractère vaseux de l'estran de la Rivière du Faou, découvrant largement à marée basse, n'a pas permis le développement d'activités maritimes le long de ce littoral, resté d'ailleurs peu accessible et presque inhabité à quelques exceptions près comme au niveau de la grève du Seillou ou de l'Île d'Arun.
En dehors des deux rias de la Rivière du Faou et de l'Aulne maritime qui servent de limite nord et sud à la commune, celle-ci n'est parcourue que par de minuscules fleuves côtiers dévalant les pentes depuis le plateau formant la partie centrale du territoire communal, ceux du côté nord qui se jettent dans la Rivière du Faou étant plus long et à pente plus modérée que ceux qui coulent vers le sud et se jettent dans l'Aulne maritime où seul celui qui se jette dans l'Aulne au niveau du lieu-dit la Forêt présente un cours un peu plus long et une pente plus modérée, ce qui explique que sa vallée a été utilisée pour le passage du chemin, désormais route, qui menait au Passage de l'Aulne en direction de Dinéault.
| - Carte topographique de la commune de Rosnoën. |

| Landévennec, L'Aulne maritime, Rade de Brest | La rivière du Faou, Le Faou | Rumengol                   |
| Presqu'île de Crozon, L'Aulne maritime       | Rosnoën                     | Pont-de-Buis-lès-Quimerc'h |
| L'Aulne maritime, Argol                      | L'Aulne maritime, Trégarvan | L'Aulne maritime, Dinéault |

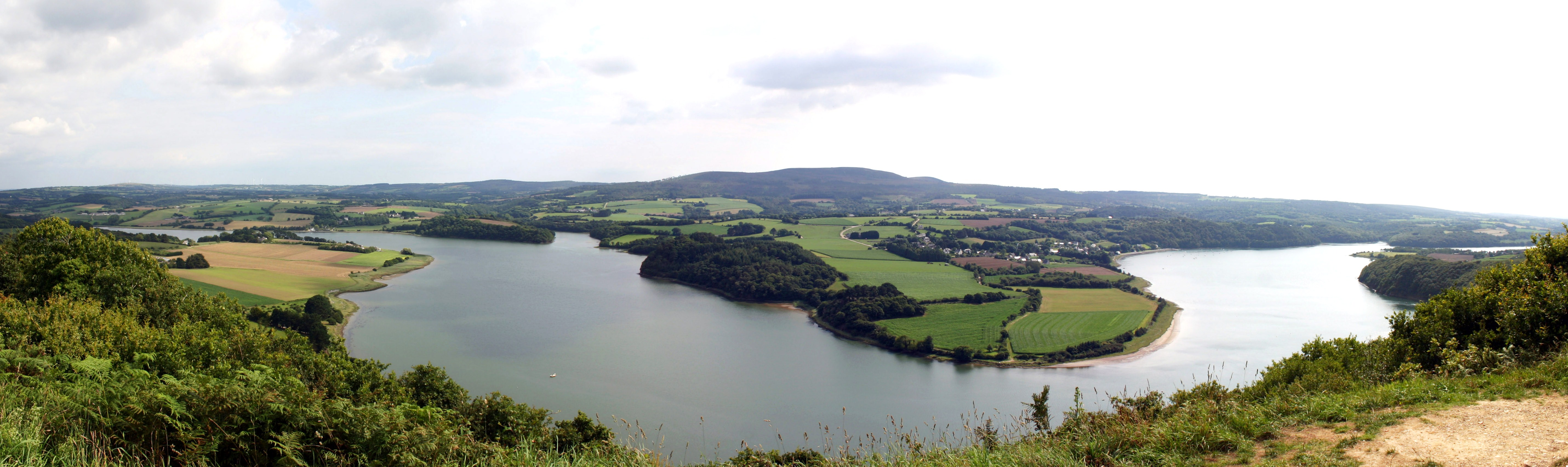
Belvédère de Rosnoën : l'Aulne maritime et les méandres de Trégarvan ; à l'arrière-plan, le Menez-Hom.

Les fortes pentes sont à l'origine de risques naturels d'ampleur limitée heureusement : inondations et chocs mécaniques liés à l'action des vagues le 10 mars 2008, inondations et coulées de boue le 12 décembre 2000, inondations, coulées de boue et mouvements de terrain du 25 au 29 décembre 1999, inondations et coulées de boue du 17 au 31 janvier 1995, tempête du 15 au 16 octobre 1987.

### Géologie

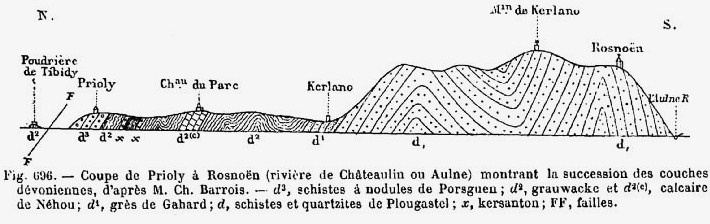
Coupe géologique allant de Tibidy au bourg de Rosnoën.

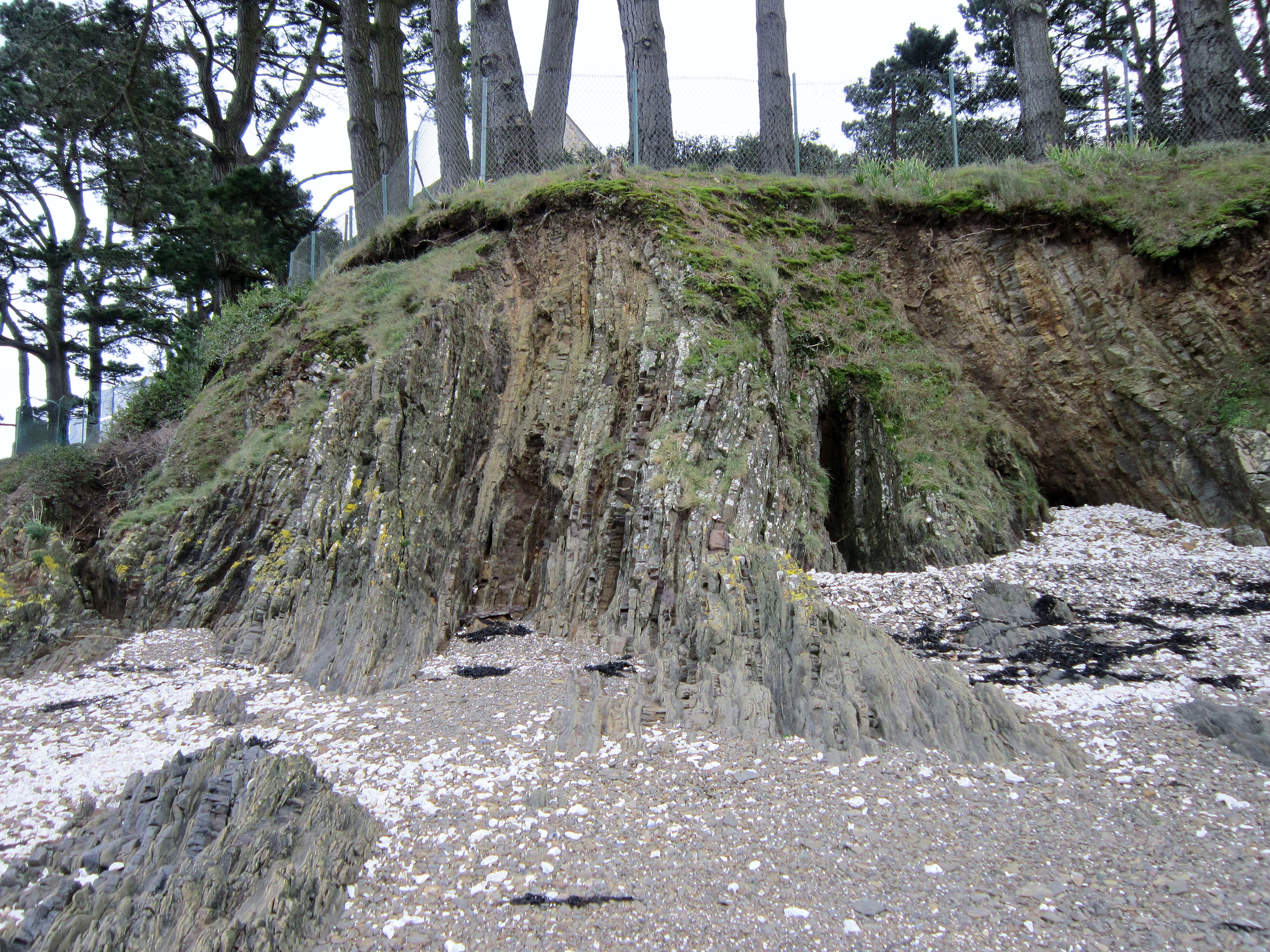
Falaise de la rive sud de l'Île d'Arun montrant des roches plissées verticalement.

La présence de minerai de fer datant du Silurien a été remarquée à Rosnoën (route de Dinéault et à Térénez par exemple), ainsi qu'à Landévennec ou Trégarvan, mais il n'a jamais été exploité. Il a la même origine géologique que celui qui a été un temps exploité dans l'Est de la Bretagne, en Anjou et en Normandie. En 1872, René-Charles-Marie Demolon sollicite même une demande de concession de mines de fer sur le territoire des communes de Landévennec, Argol, Trégarvan, Dinéault et Rosnoën.

### Les deux littoraux de Rosnoën
Rosnoën forme une péninsule disposant de 23 kilomètres de littoral, partagé entre la rive gauche de la Rivière du Faou (un appendice de la Rade de Brest), côté nord, et la rive droite de l'Aulne maritime, côté sud.

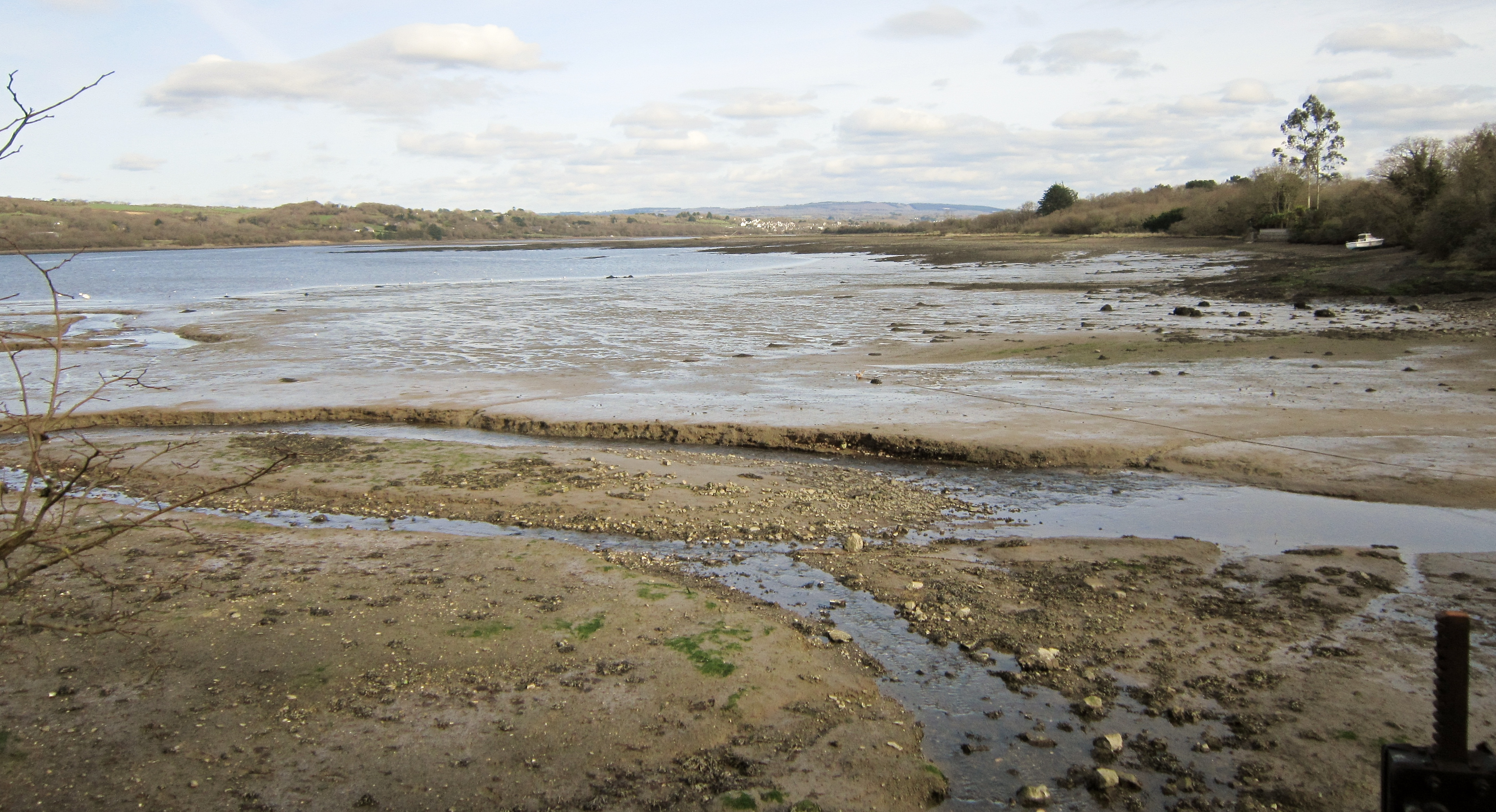
La Rivière du Faou à marée basse vue depuis la grève du Prioldy en direction de l'amont ; Le Faou est visible à l'arrière-plan de la photographie.
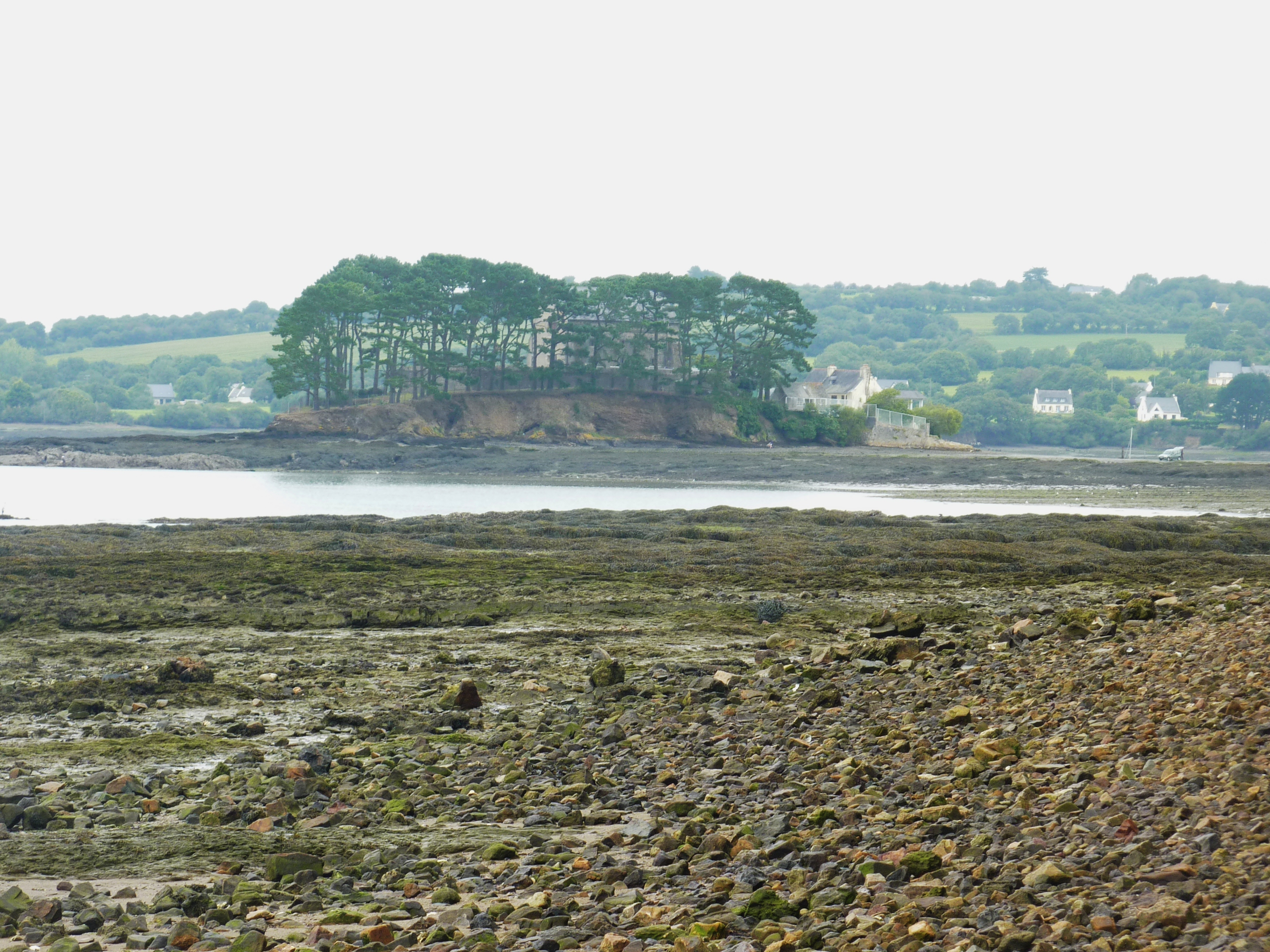
L'île d'Arun vue de la grève du Seillour.
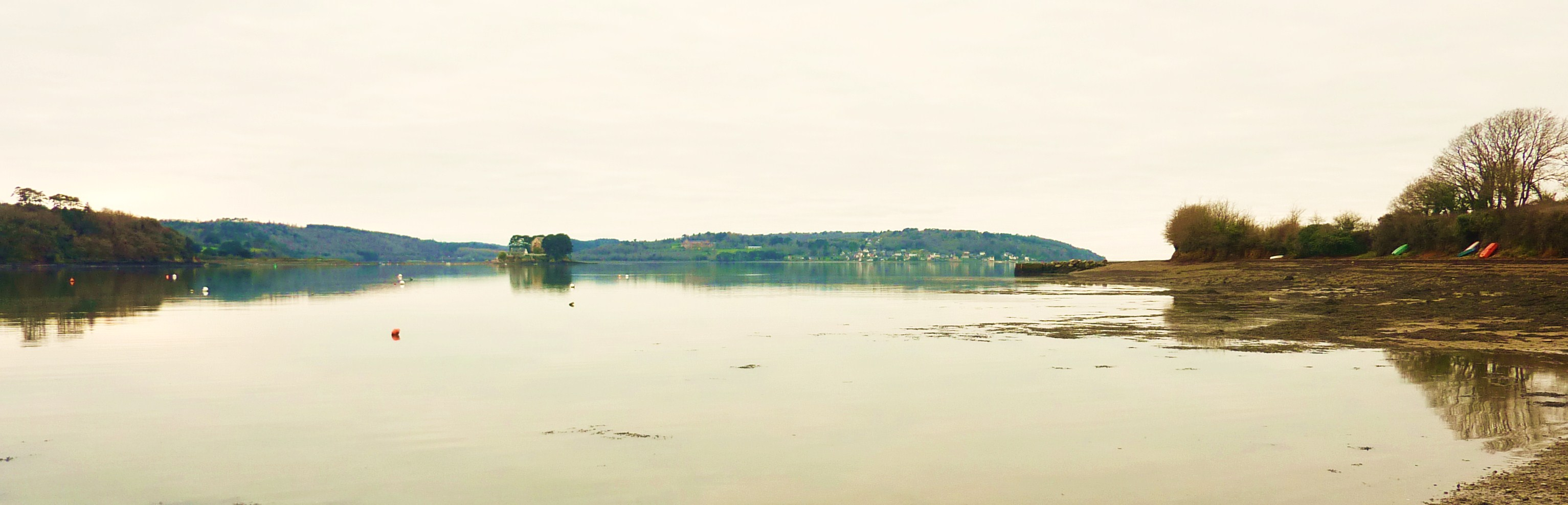
La Rivière du Faou, l'île d'Arun et Landévennec vus de la cale de Lanvoy (commune d'Hanvec).
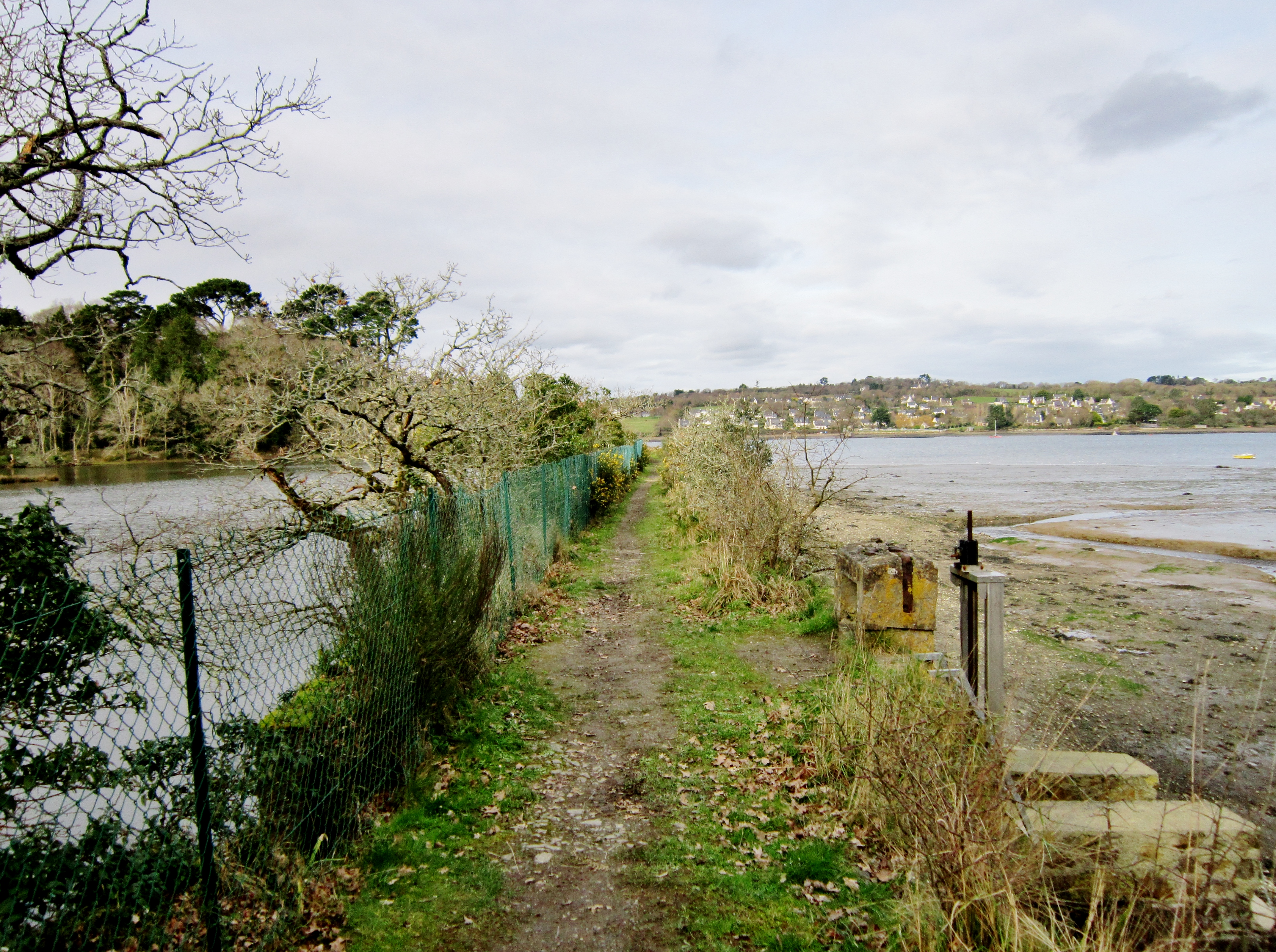
La Rivière du Faou vue depuis la digue séparant l'étang du Prioldy de celle-ci.

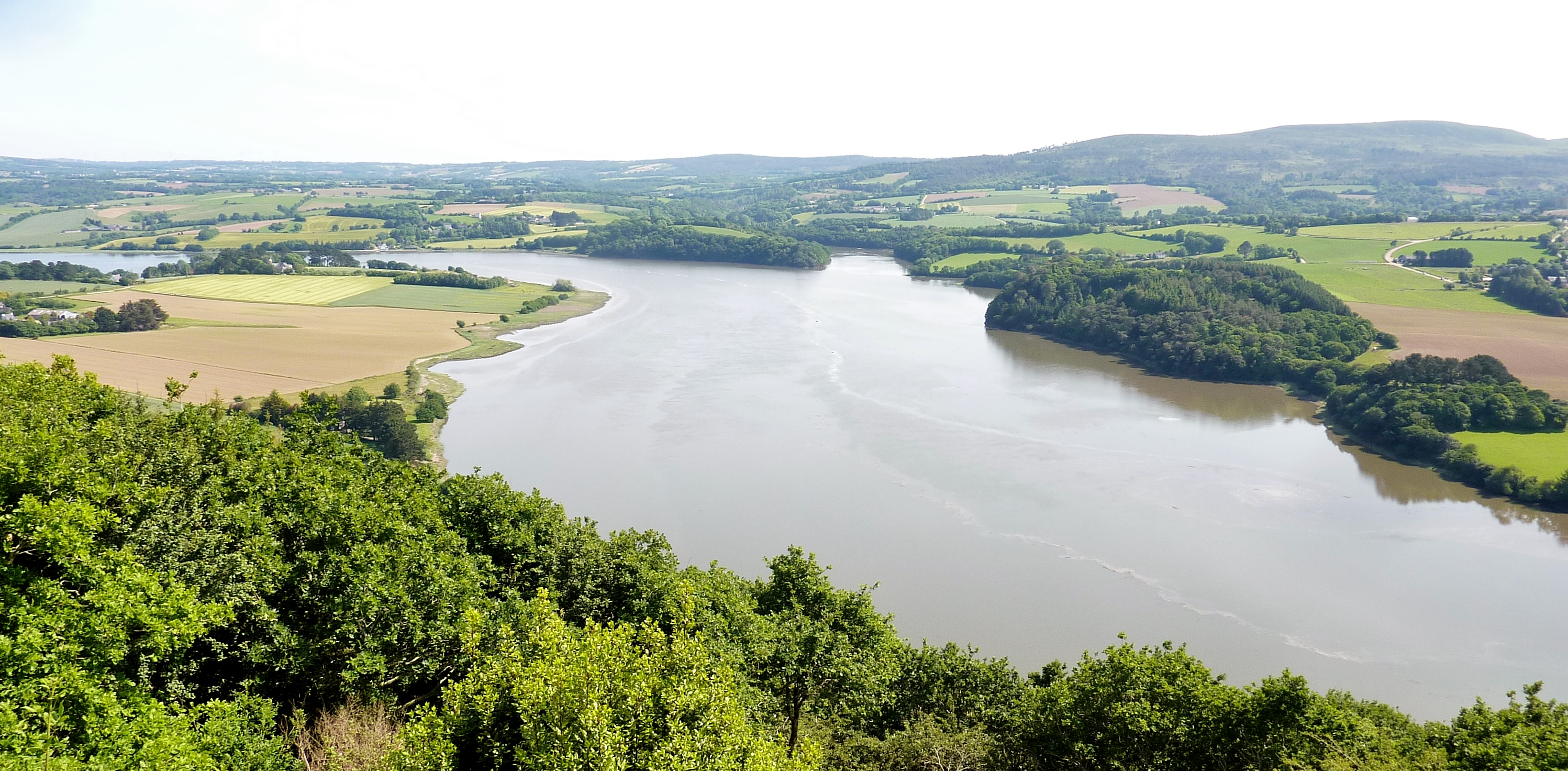
Aulne maritime : vue vers l'amont depuis le belvédère de Rosnoën ; à droite de la photographie, le Ménez-Hom.
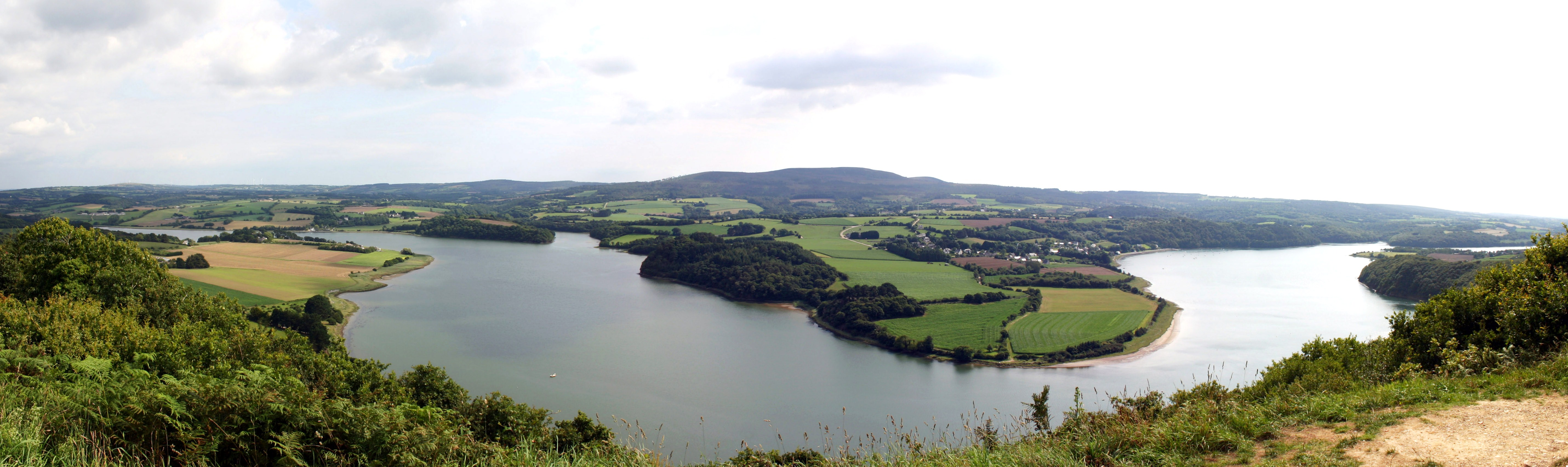
Belvédère de Rosnoën : l'Aulne maritime et les méandres de Trégarvan ; à l'arrière-plan, le Ménez-Hom.
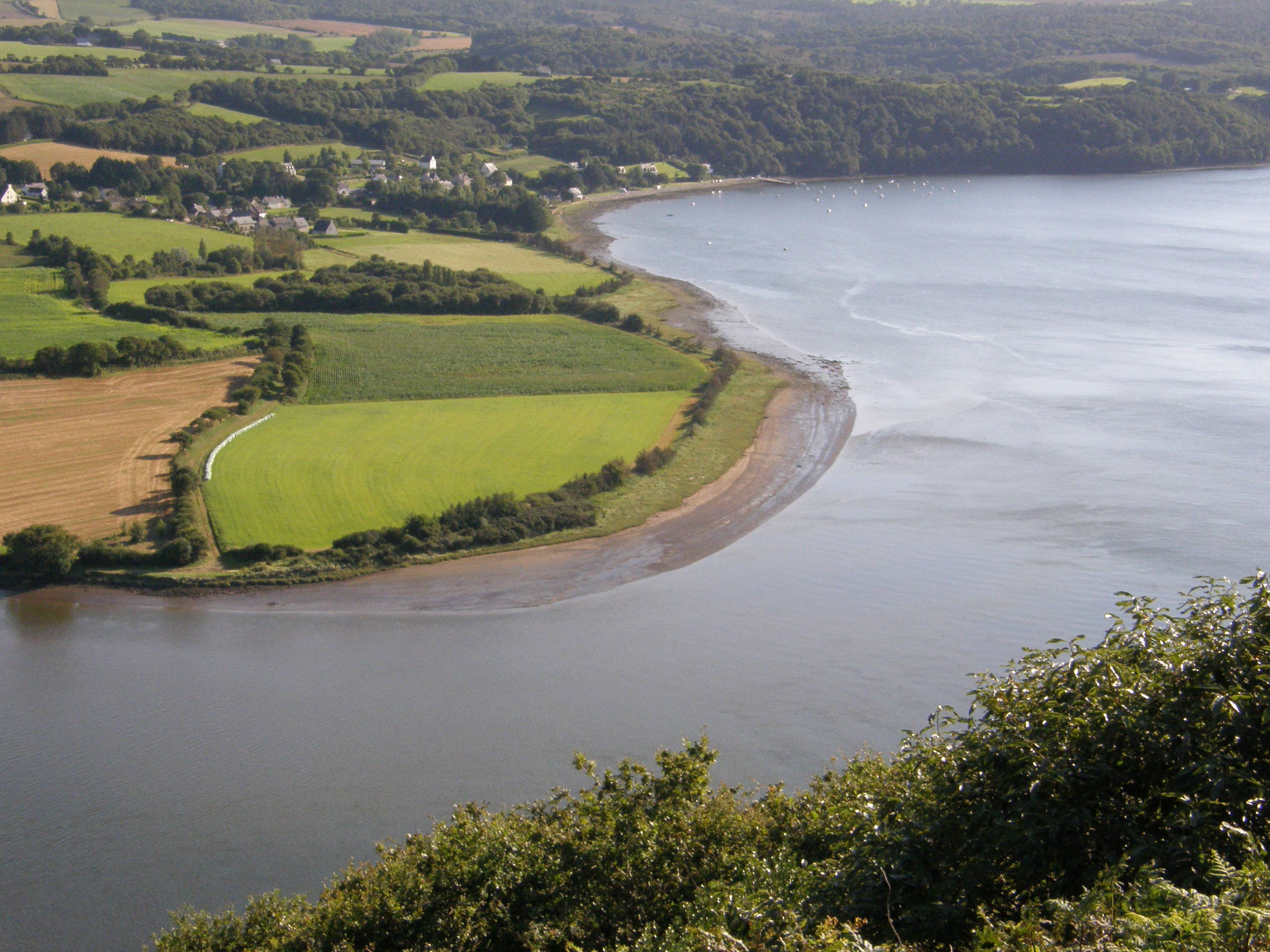
Trégarvan et l'Aulne maritime vus depuis le belvédère de Rosnoën.
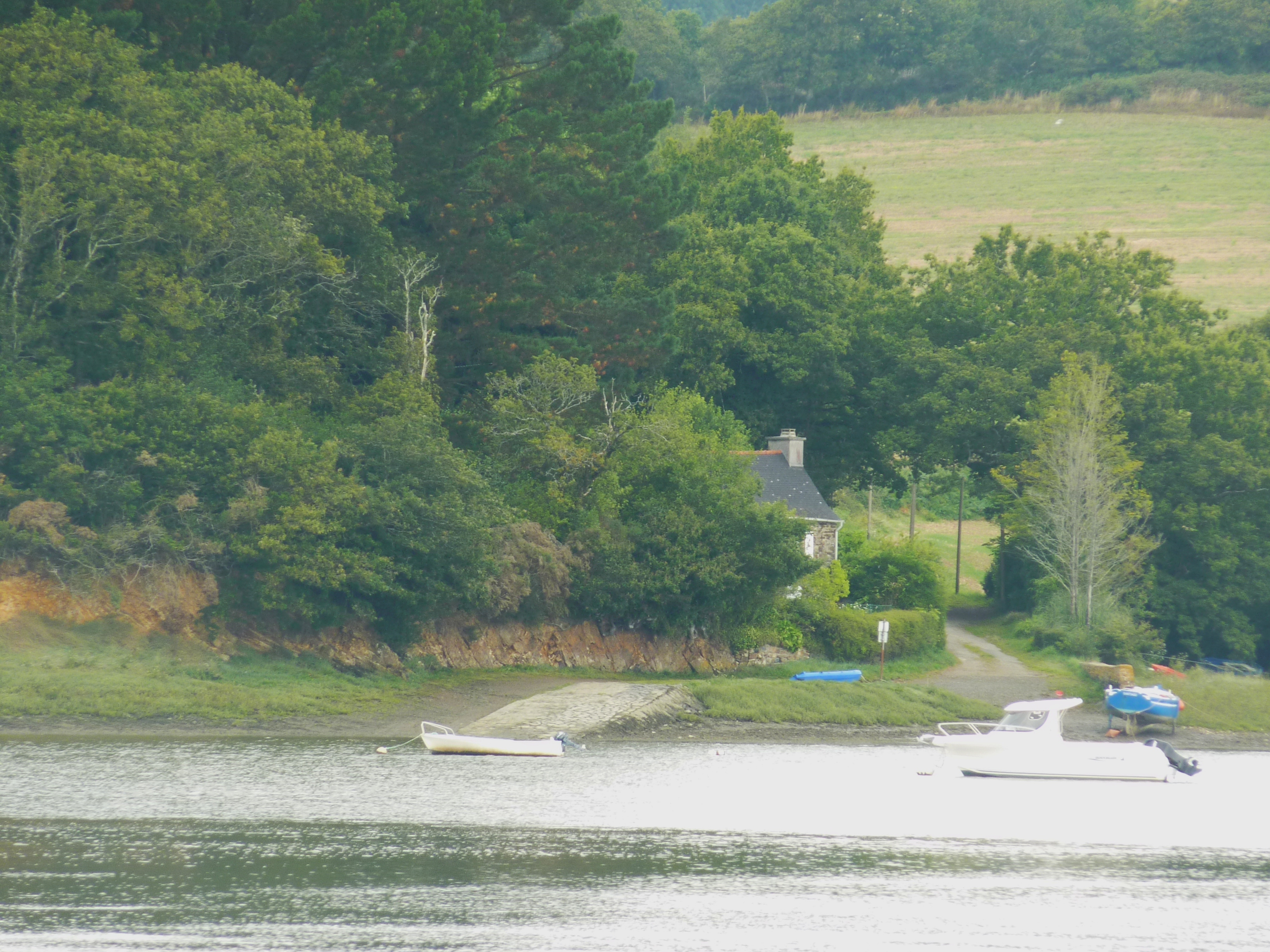
Ty an Haod en Rosnoën vu de la cale du Passage en Dinéault sur la rive gauche de l'Aulne maritime.

Deux îles dépendent de la commune de Rosnoën : l'Île d'Arun dans la Rivière du Faou et l'Île de Térénez située dans le dernier méandre de l'Aulne maritime ; un îlot existe également à proximité du Passage de la Forêt, plus en amont sur l'Aulne maritime.

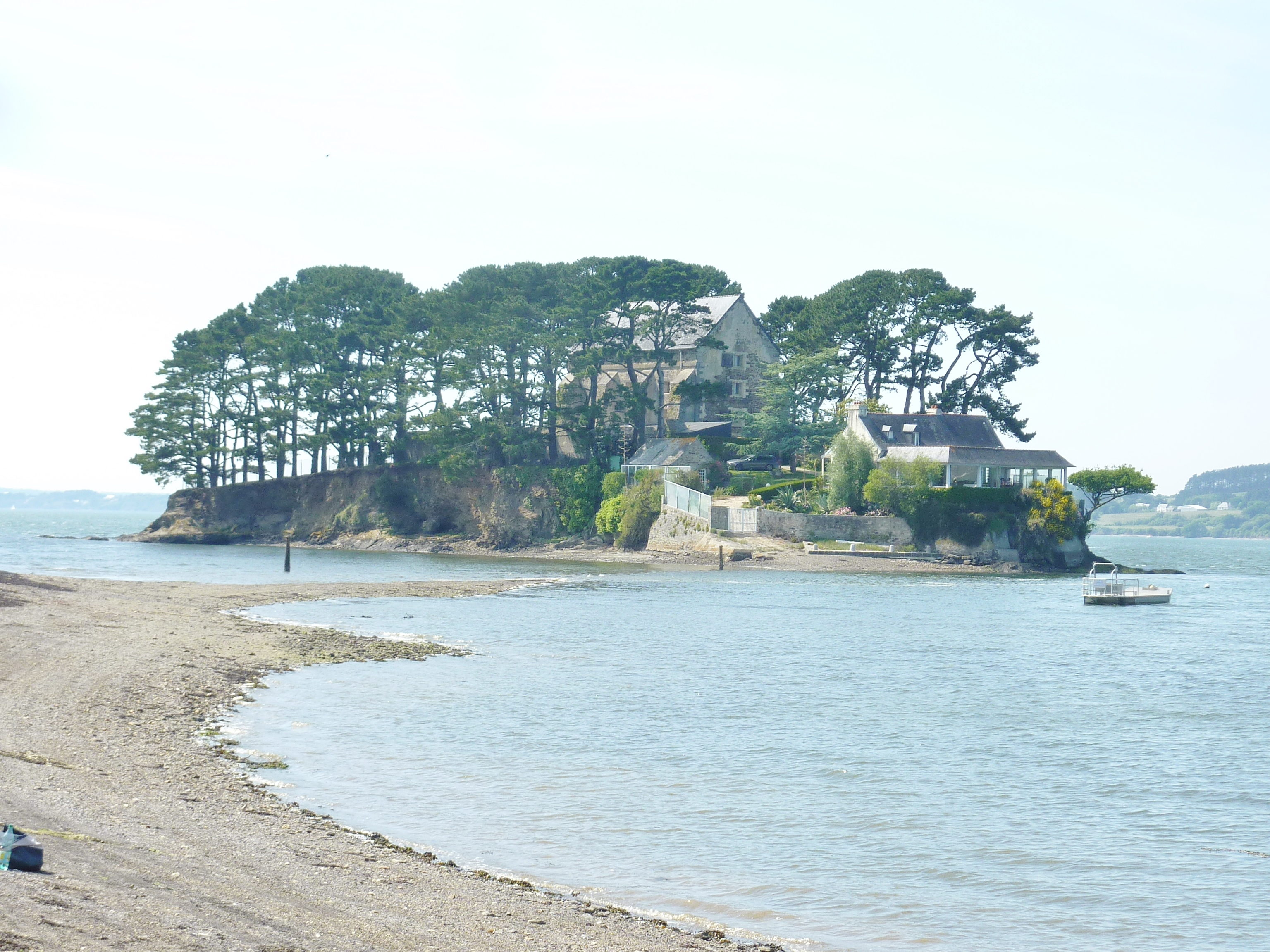
L'Île d'Arun (dans la "Rivière du Faou", mais commune de Rosnoën).
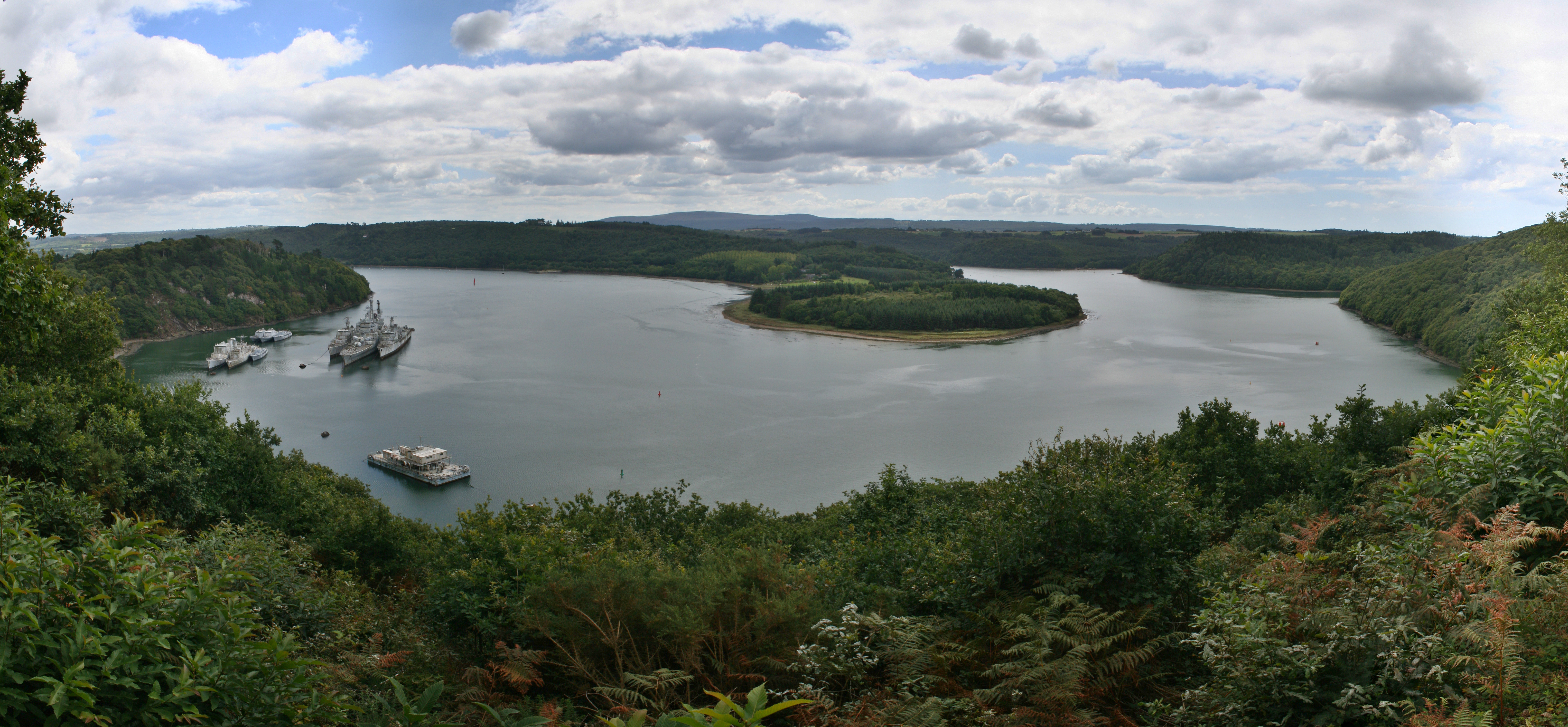
L'Île de Térénez dans le dernier méandre de l'Aulne maritime (vu depuis le beldévère de Belle Vue en Landévennec).
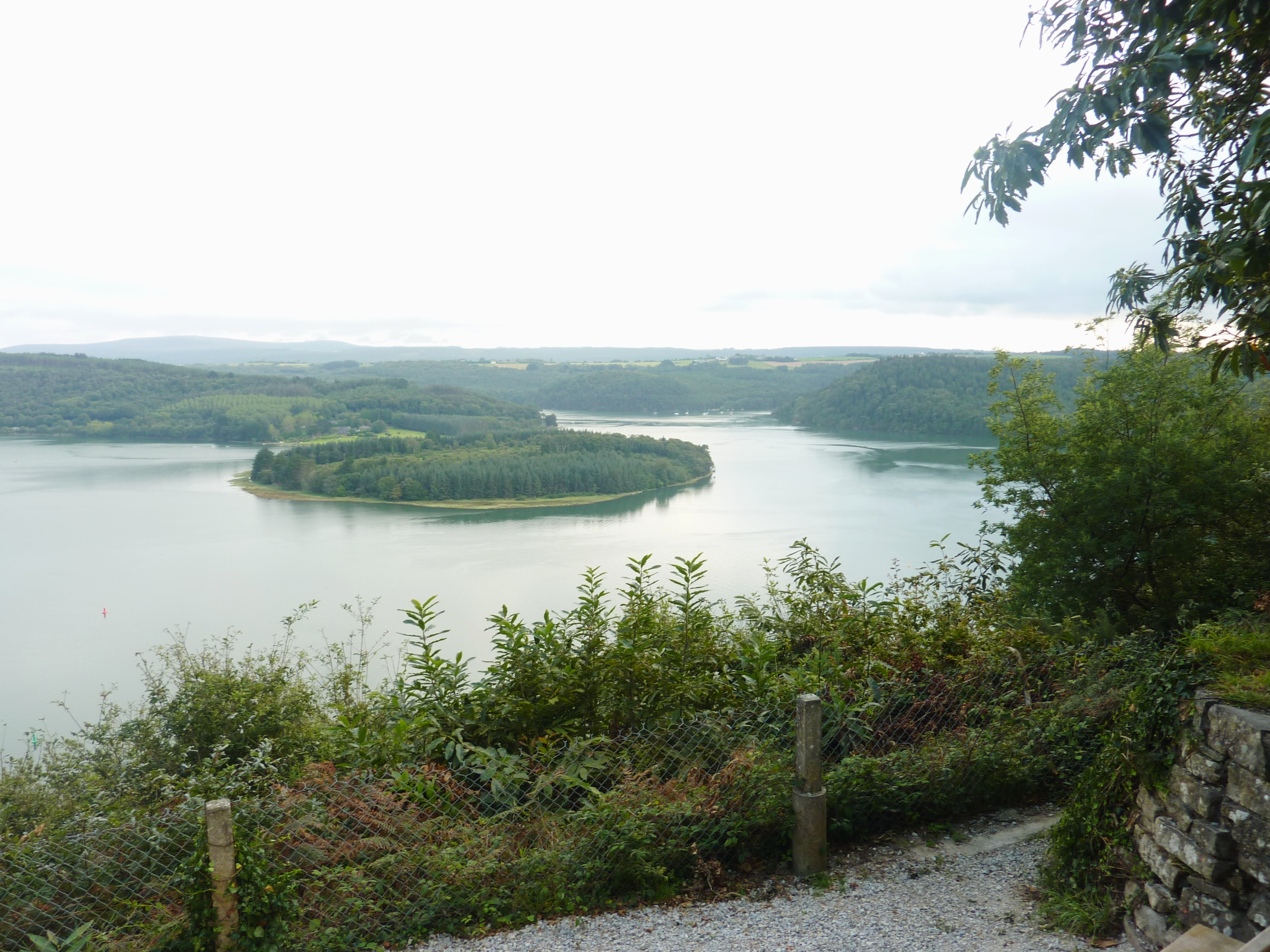
L'Île de Térénez dans le dernier méandre de l'Aulne maritime.
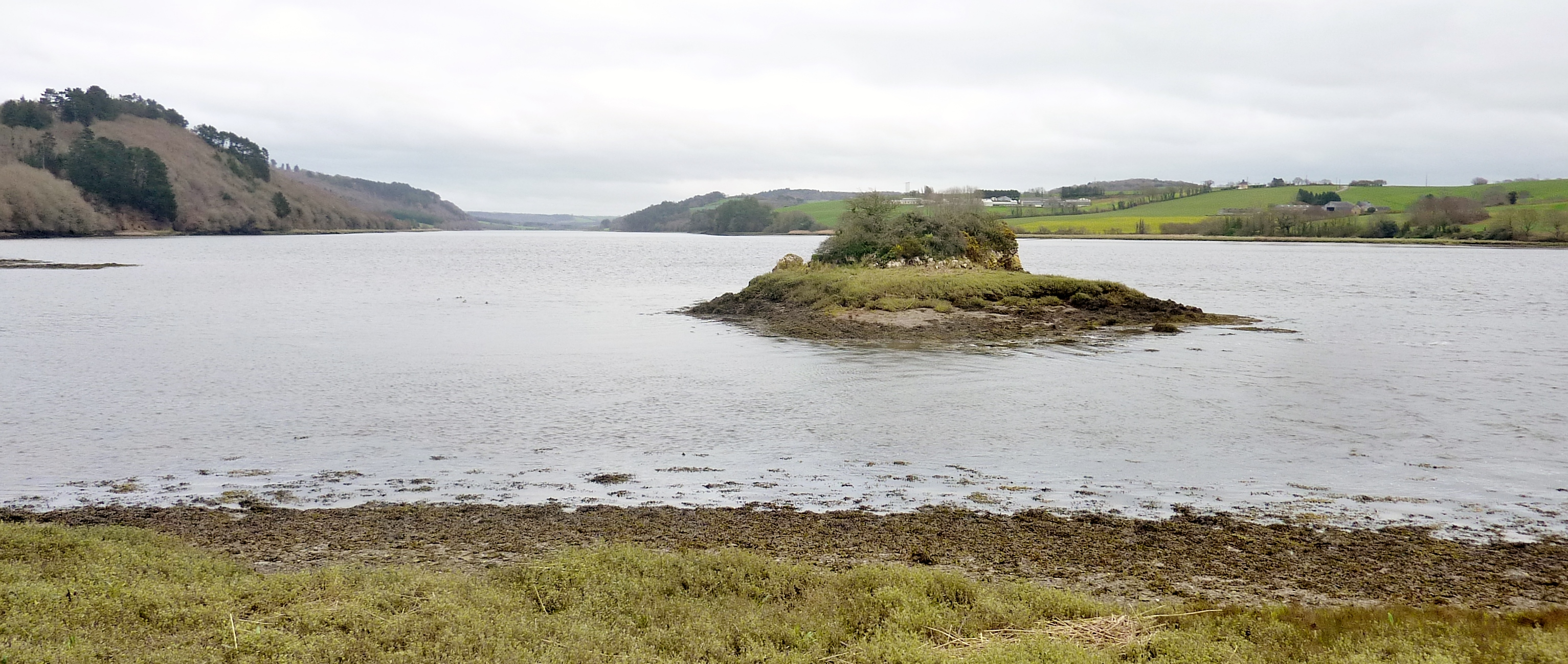
L'Aulne maritime et l'îlot situé au niveau de l'ancien passage de l'Aulne entre Rosnoën et Dinéault.

### Habitat
Les habitants de Rosnoën s'appellent les Rosnoënais.
En dépit de sa situation péninsulaire et en raison des contraintes de ses littoraux, Rosnoën est essentiellement une commune rurale, le bourg et la majeure partie de l'habitat se trouvent sur le plateau, à distance de la mer. Le paysage rural traditionnel est celui du bocage avec un habitat rural dispersé en écarts formés de hameaux et fermes isolées. Le bourg est resté longtemps d'importance modeste (le bourg avait une population agglomérée de 167 habitants seulement en 1886 pour une population communale totale de 1 661 habitants, selon Benjamin Girard), mais quelques lotissements se sont développés au sud et à l'est du bourg ancien ces dernières décennies. Son littoral est resté presque vierge de toute urbanisation linéaire, si l'on excepte les abords de la grève du Seillou et quelques villas le long de la RD 791 coincées entre cette route et la mer le long de la pointe de Térénez.

### Transports
Le bourg de Rosnoën est à l'écart des grands axes de circulation, desservi principalement par la RD 47 venant du Faou et qui rejoint vers l'ouest, à proximité du pont de Térénez, la RD 791 (ancienne Route nationale 791), qui est l'un des deux axes routiers principaux permettant l'accès à la presqu'île de Crozon ; mais cet axe routier, en raison du relief difficile, contourne la pointe de Térénez, longeant à cet endroit le littoral et offrant des points de vue remarquables, avant de franchir l'Aulne maritime grâce au pont de Térénez.
Les contraintes du relief n'ont pas permis la création d'un port pendant longtemps. Toutefois la Marine nationale a construit après la Seconde Guerre mondiale sur la rive nord, juste à l'est du lieu-dit Ténénez, un long terre-plein, bordé par un môle permettant à ses navires d'accoster pour desservir un entrepôt de munitions formé par cinq tunnels de 100 mètres de long sur 3 mètres de large et aboutissant à trois vastes salles souterraines de 400 m2 et 8 mètres de hauteur creusés à cet endroit dans la falaise. Ce site, désaffecté par la Marine nationale, a été racheté en 2009 par la Communauté de communes de l'Aulne Maritime qui a développé à cet endroit un port de plaisance, disposant de 65 mouillages, et la Communauté de communes Presqu'île de Crozon-Aulne maritime espère en faire un lieu de développement économique, ; la « Brasserie du Bout du Monde » s'est installée à cet endroit, utilisant certains des tunnels (« Un lieu extraordinaire, avec une température entre 14°C à 16°C et une hydrométrie parfaite »).

### Hydrographie
Pour un article plus général, voir Réseau hydrographique du Finistère.
La commune est située dans le bassin Loire-Bretagne. Elle est drainée par l'Aulne, le canal de Nantes à Brest et divers autres petits cours d'eau,.
L'Aulne, d'une longueur de 144 km, prend sa source dans la commune de Lohuec et se jette  dans la rade de Brest en limite de Landévennec et de Rosnoen, après avoir traversé 27 communes. 
Le canal de Nantes à Brest est un canal, chenal et un estuaire et un cours d'eau naturel navigable sur une grande partie de son cours, d'une longueur de 364 km. Il prend sa source dans la commune de Nort-sur-Erdre et se jette  dans la Loire à Nantes. 

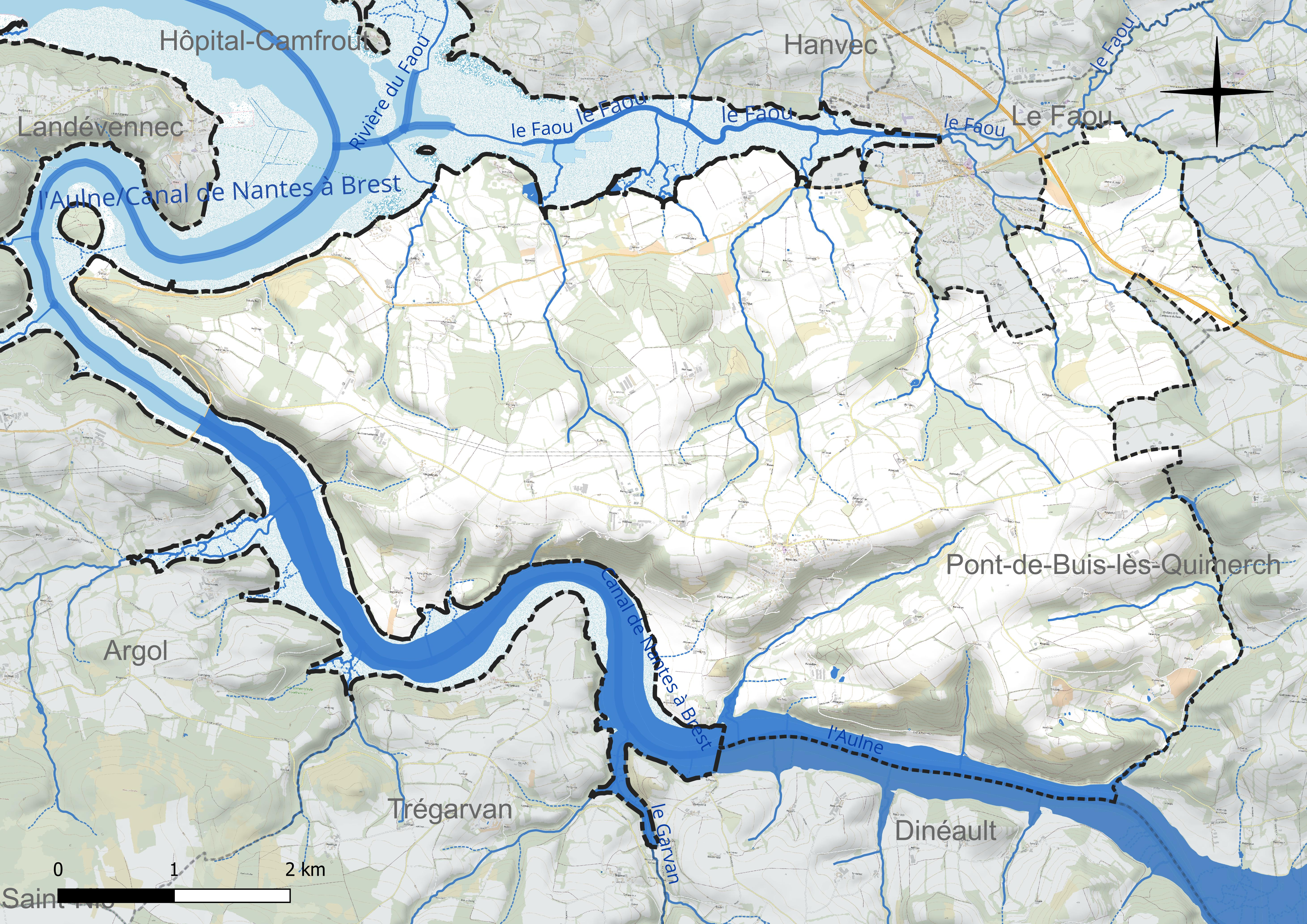
Réseau hydrographique de Rosnoën.

### Climat
Pour des articles plus généraux, voir Climat de la Bretagne et Climat du Finistère.
En 2010, le climat de la commune est de type climat océanique franc, selon une étude du CNRS s'appuyant sur une série de données couvrant la période 1971-2000. En 2020, Météo-France publie une typologie des climats de la France métropolitaine dans laquelle la commune est exposée à un climat océanique et est dans la région climatique Finistère nord, caractérisée par une pluviométrie élevée, des températures douces en hiver (6 °C), fraîches en été et des vents forts. Parallèlement l'observatoire de l'environnement en Bretagne publie en 2020 un zonage climatique de la région Bretagne, s'appuyant sur des données de Météo-France de 2009. La commune est, selon ce zonage, dans la zone « Littoral », exposée à un climat venté, avec des étés frais mais doux en hiver et des pluies moyennes.
Pour la période 1971-2000, la température annuelle moyenne est de 11,1 °C, avec une amplitude thermique annuelle de 10,7 °C. Le cumul annuel moyen de précipitations est de 1 182 mm, avec 15,6 jours de précipitations en janvier et 8,6 jours en juillet. Pour la période 1991-2020, la température moyenne annuelle observée sur la station météorologique la plus proche, située sur la commune de Saint-Ségal à 10 km à vol d'oiseau, est de 11,8 °C et le cumul annuel moyen de précipitations est de 1 126,1 mm,. Pour l'avenir, les paramètres climatiques de la commune estimés pour 2050 selon différents scénarios d'émission de gaz à effet de serre sont consultables sur un site dédié publié par Météo-France en novembre 2022.

## Urbanisme

### Typologie
Au 1er janvier 2024, Rosnoën est catégorisée commune rurale à habitat dispersé, selon la nouvelle grille communale de densité à 7 niveaux définie par l'Insee en 2022.
Elle est située hors unité urbaine. Par ailleurs la commune fait partie de l'aire d'attraction de Pleyben - Châteaulin, dont elle est une commune de la couronne,. Cette aire, qui regroupe 18 communes, est catégorisée dans les aires de moins de 50 000 habitants,.
La commune, bordée par la mer d'Iroise, est également une commune littorale au sens de la loi du 3 janvier 1986, dite loi littoral. Des dispositions spécifiques d'urbanisme s'y appliquent dès lors afin de préserver les espaces naturels, les sites, les paysages et l'équilibre écologique du littoral, tel le principe d'inconstructibilité, en dehors des espaces urbanisés, sur la bande littorale des 100 mètres, ou plus si le plan local d'urbanisme le prévoit.

### Occupation des sols
L'occupation des sols de la commune, telle qu'elle ressort de la base de données européenne d'occupation biophysique des sols Corine Land Cover (CLC), est marquée par l'importance des territoires agricoles (72,6 % en 2018), une proportion sensiblement équivalente à celle de 1990 (72,9 %). La répartition détaillée en 2018 est la suivante :
terres arables (34,6 %), zones agricoles hétérogènes (25,7 %), forêts (25,7 %), prairies (12,3 %), zones urbanisées (1,2 %), eaux maritimes (0,3 %), zones humides côtières (0,2 %), zones industrielles ou commerciales et réseaux de communication (0,1 %). L'évolution de l'occupation des sols de la commune et de ses infrastructures peut être observée sur les différentes représentations cartographiques du territoire : la carte de Cassini (XVIIIe siècle), la carte d'état-major (1820-1866) et les cartes ou photos aériennes de l'IGN pour la période actuelle (1950 à aujourd'hui).

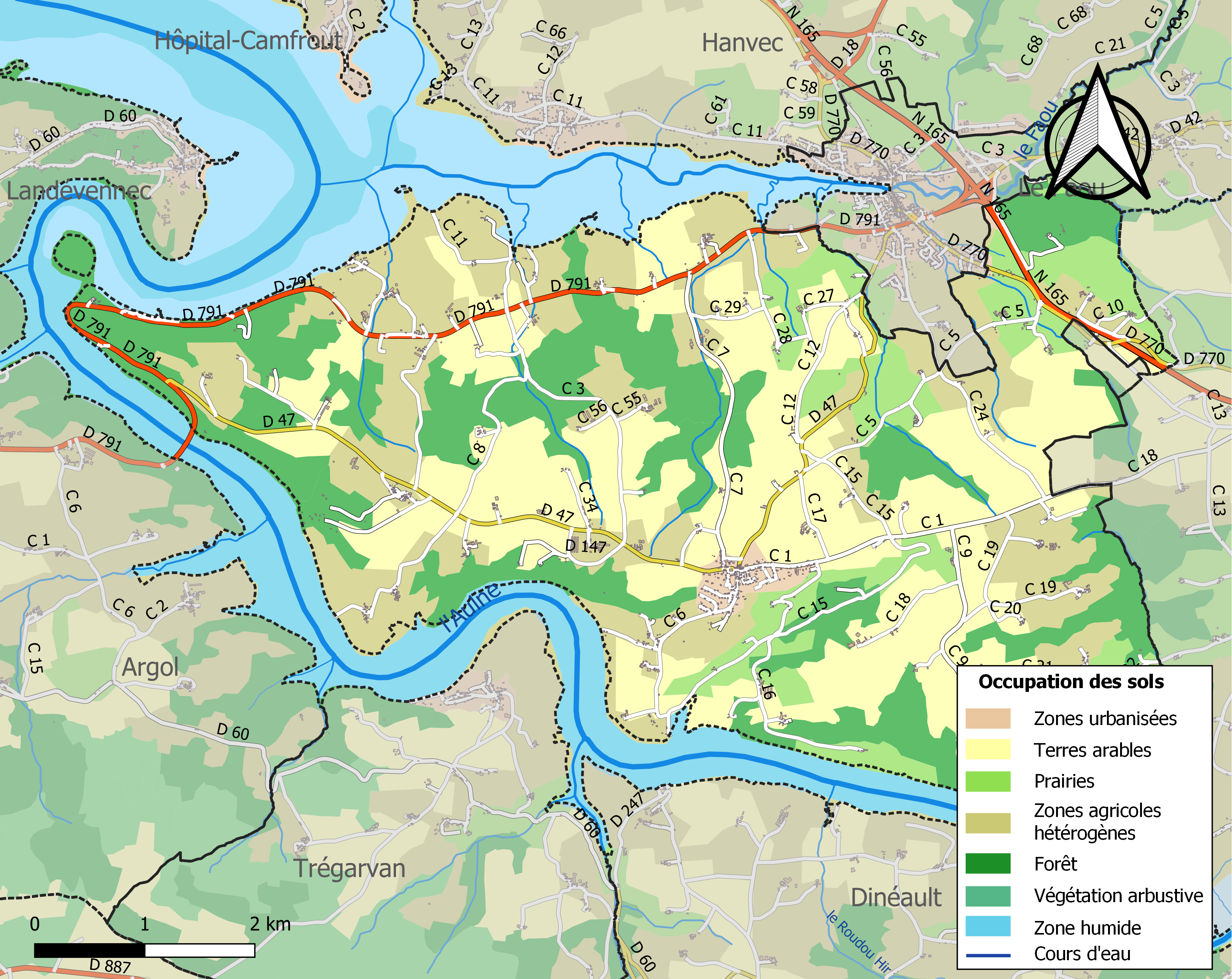
Carte des infrastructures et de l'occupation des sols de la commune en 2018 (CLC).

## Toponymie

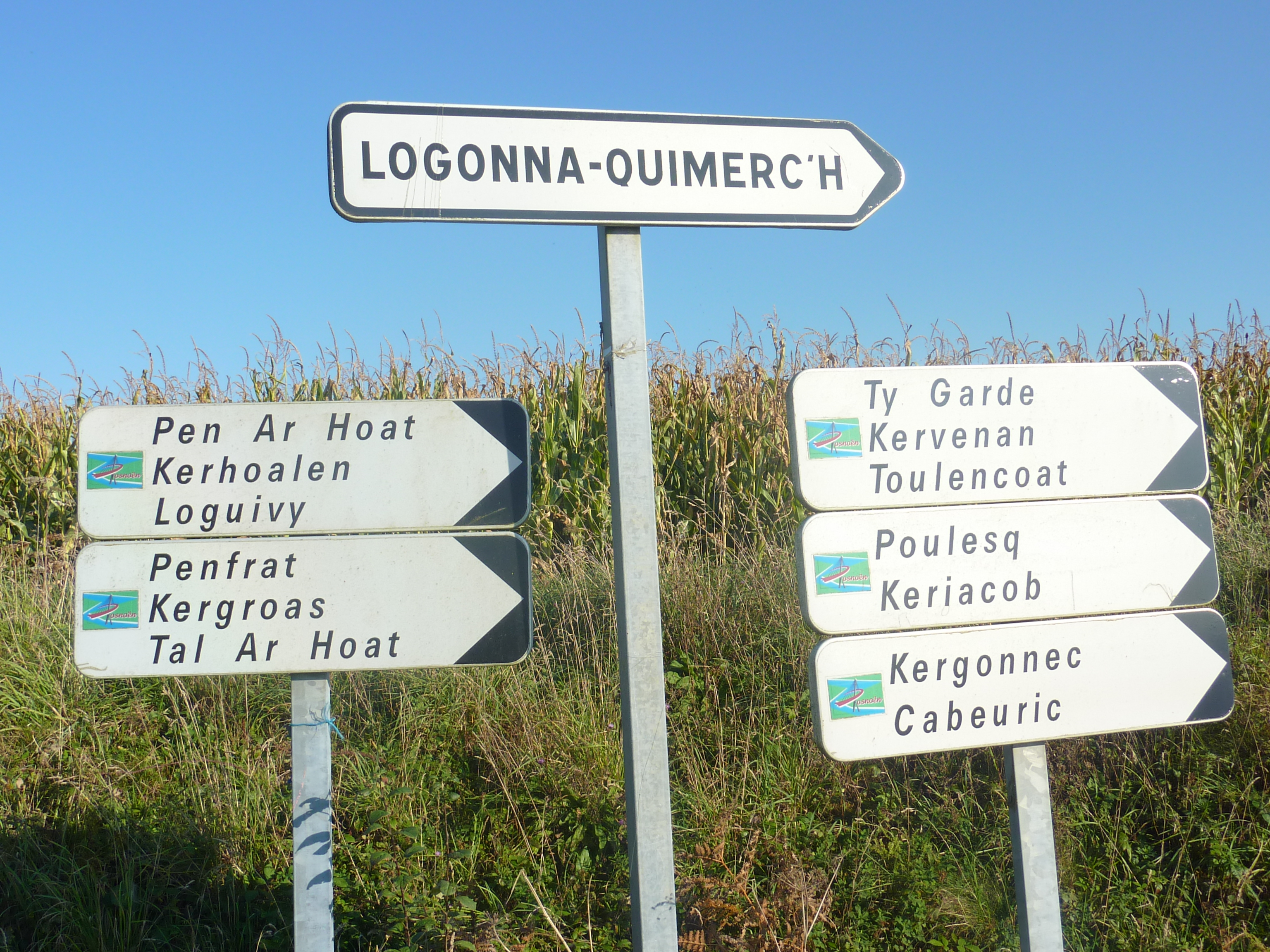
Rosnoën : panneaux de signalisation de hameaux (toponymes issus de la langue bretonne).

La paroisse est citée sous la forme Plebs Ros Lohen vers 1050 (cartulaire de Landévennec), Roslohen ou Roslochen vers 1330 et Rosnohen en 1442.
Le toponyme Rosnoën procède du mot breton roz « colline » et de saint Lohen (saint Lohan ou Loc'han), autre noms de saint Ouen, auquel l'église paroissiale est consacrée. Une autre hypothèse fait état d'un saint breton totalement inconnu qui serait aussi l'éponyme de Ploulec'h dans les Côtes-d'Armor, mais ce n'est là qu'une explication incertaine.
Le lieu-dit Bolast a été considéré récemment par une archéologue comme issu du vieux norrois Bolstradr (sic),.
Il s'agit d'une part d'une erreur de citation, car le nom exact cité par Peder Gammeltoft est Bólstaðr « Bolstathr ». D'autre part, cette hypothèse est mal fondée, car un toponyme appartenant à une couche toponymique aussi récente n'est jamais isolé et surtout, car elle n'est appuyée sur aucune forme ancienne, base nécessaire à toute étude toponymique. En outre, l'évolution phonétique de Bolstathr en Bolast suppose une métathèse du groupe -st- et une chute de la finale -th, par nature indémontrable sans forme ancienne. L'évolution régulière aurait dû se faire en *Bolstaz ou *Bolstar(z) en breton. De manière plus probable, on peut poser un étymon brittonique, peut-être est-il semblable au mot lastez « déblais, mauvaise herbe ».
Les toponymes environnants sont manifestement issus du breton : Kergoustantin, Coativoric, Ramzec, Kerrec, Meilh ar Haro, Cabeuric, Toulancoat, voire du français : le Parc et ne doivent, à l'évidence, rien au vieux norrois.

## Histoire

### Protohistoire et Antiquité
Un dépôt de 88 objets provenant de l'âge du bronze final (daté entre 1 100 et 1 000 avant J.-C.) a été trouvé à Penavern en Rosnoën et étudié par Jacques Briard. Ce dépôt est suffisamment important pour être devenu un site protohistorique éponyme : les protohistoriens parlent par exemple d'épées de « type Rosnoën » défini ainsi par Jacques Briard en 1965. Le dépôt comprenait notamment un marteau à douille, 4 pointes de lances, une vingtaine de poignards et d'épées à encoches, une épée à languette et un rasoir.
Rosnoën se trouve sur le tracé de la voie romaine allant de Vorgium (Carhaix) à la pointe de Dinan dans la presqu'île de Crozon et qui passait par Kernévez en Landeleau, Collorec, Lannédern, Brasparts, Quimerc'h et, au-delà de Rosnoën, traversait l'Aulne à Térénez, et poursuivant son tracé après le passage de l'Aulne via Port-Salut, le sud de la chapelle du Folgoat en Landévennec, Tal-ar-Gros et Crozon.

### Moyen Âge
La paroisse de Rosnoën est issue du démembrement de l'ancienne paroisse de l'Armorique primitive d'Hanvec, qui fut divisée en deux trèves, celles d'Hanvec et celle de Rosnoën, dont Le Faou dépendit jusqu'en 1803. La paroisse de Rosnoën est citée au XIe siècle dans le Cartulaire de Landévennec et est donc considérée comme la paroisse-mère de Saint-Sauveur du Faou.
Selon le chroniqueur Froissart, Maurice du Parc, originaire de Rosnoën, capitaine de Quimper, chambellan de Charles de Blois, participa dans le cadre de la guerre de Succession de Bretagne au Combat des Trente le 26 mars 1351 entre Ploërmel et Josselin. Il donna 5000 écus pour la rançon de Charles de Blois, capturé par les Anglais en 1347 lors du siège de Vannes et retenu prisonnier dans la Tour de Londres ; il fut l'un des témoins entendus dans le procès de canonisation de ce dernier, qui n'aboutit d'ailleurs pas à l'époque. Le 21 mars 1373, il se signala lors de la bataille de Chizé, épisode de la guerre de Cent Ans, et devint capitaine de La Rochelle l'année suivante. Il fut ensuite chambellan du roi Charles V et mourut en 1377. Sa devise était « Bon sang ne peut mentir ».
Selon Jean-Baptiste Ogée « En 1410, on connaissait dans cette paroisse les manoirs de Rinadguinieuc, au vicomte du Faou ; Kerguffanlun, à Olivier de Keraër ; Quillibihan, au sieur du Juch ; Keraudren, à Jacob Clerc ; de Léfarte, à Jacob Dufeu ; du Parch, à Hervé du Parch ; de Langan, à Marguerite du Faou et Kermodien, à Noël de Kermodien ».
Selon un document de 1498, une école existait alors à Rosnoën.

### Époque moderne
Le prédicateur Julien Maunoir a prêché une mission à Rosnoën en 1660.
Des habitants de Rosnoën participèrent à la Révolte des Bonnets rouges en 1675 : trois d'entre eux furent même exclus de l'amnistie de 1676.
Selon un rapport de la sénéchaussée de Quimper datant de 1715, les landes couvraient plus de 1 000 journaux à Rosnoën
En 1759, une ordonnance de Louis XV ordonne à la paroisse de Rossohan [Rosnoën] de fournir 22 hommes et de payer 144 livres pour « la dépense annuelle de la garde-côte de Bretagne ».
Jean-Baptiste Ogée décrit ainsi Rosnoën en 1778 :

« Rosnohen, sur la rivière d'Aulne ; à six lieues et demie au nord-nord-ouest de Quimper, son évêché ; à 41 lieues de Rennes et à une petite lieue du Faou, sa trève et sa subdélégation. Cette paroisse ressortit à Châteaulin, relève du Roi et compte 1 100 communiants ; la cure est à l'alternative. Le territoire, borné à l'ouest par la rade de Brest, et au sud par la rivière d'Aulne, offre à la vue des terres bien cultivées, des prairies de bonne qualité, des vallons, des monticules et quelques landes. »

### Révolution française
En l'an V de la République, un arrêté des administrateurs du Faou dit que « vu l'impossibilité de trouver à Rosnoën des citoyens assez instruits pour examiner les passeports des passagers, les préposés aux douanes étaient invités à procéder à cet examen ».

### LeXIXesiècle
A. Marteville et P. Varin, continuateurs d'Ogée, décrivent ainsi Rosnoën en 1845 :

« Rosnoën, commune formée de l'ancienne paroisse de ce nom, aujourd'hui succursale. Rosnoën est dédiée à saint Ouen, évêque, ce qui justifie l'orthographe actuelle. La commune est traversée par une suite de petites montagnes se dirigeant du levant au couchant, et desquelles s'échappent de faibles cours d'eau qui, bien dirigés, rendraient de grands services à l'agriculture, déjà favorisée par la proximité des engrais de mer. Malheureusement ce pays est peu avancé en civilisation. les maisons y sont aussi mal percées que mal aérées, et les habitants sont tellement adonnés aux liqueurs fermentées que la fièvre, fréquente en cette localité, n'a d'autres remèdes pour eux que le vin ou l'eau-de-vie. La toile est l'étoffe la plus usuellement employée pour la fabrication des vêtements ; on la fabrique sur les lieux ; elle est très grossière. En revanche, la nourriture est très abondante dans les fermes. Celles-ci sont, selon l'usage local, gardées par les pères jusqu'à l'âge d'environ soixante ans. Après ils cèdent leurs baux à leurs fils aînés ; ceux-ci indemnisent les plus jeunes en argent qu'ils prélèvent peu à peu sur les produits du fermage. Géologie : terrain tertiaire moyen ; au nord, grauwacke. on parle le breton. »

En 1874, Rosnoën ne dispose pas encore d'école, « mais doit prochainement disposer d'une école mixte ». En 1878, « la commune de Rosnoën, dépourvue de tout établissement scolaire, se propose d'approprier, pour servir de maison d'école et de mairie, un immeuble lui appartenant et ayant servi autrefois de presbytère ». En septembre 1891, Édouard de Pompéry lègue trente obligations à la commune de Rosnoën (et 50 à celle du Faou); « on fera de cet argent l'usage le plus convenable ».
Dans la seconde moitié du XIXe siècle, on y fabriquait « de grosses toiles ».

### LeXXesiècle

#### La séparation des Églises et de l'État
En 1903, en application de la loi sur les congrégations de 1901, les religieuses de la congrégation des Filles de Jésus sont expulsées de Rosnoën par le commissaire de police de Landerneau, le délai qui leur avait été donné pour quitter leur couvent ayant expiré. Une manifestation a lieu dans la commune en faveur des Sœurs.
Le journal Le Gaulois relate en ces termes l'expulsion du clergé en 1907, en application de la loi de séparation des Églises et de l'État : « C'est par une pluie torrentielle que la colonne d'expulsion a quitté Le Faou ce matin à quatre heures pour Rosnoën, distant de sept kilomètres. Le tocsin a sonné et les habitants sont accourus. Le curé ayant refusé de livrer passage aux expulseurs, les sommations légales ont été faites et les portes enfoncées. Le recteur a été expulsé par la force et les meubles jetés dans la boue ».

« M. Carance, commissaire spécial adjoint à Brest et M. Rahier, inspecteur d'enregistrement, ayant avec eux 50 gendarmes, commandés par le capitaine Munet, se sont rendus à Rosnoën où ils ont expulsé du presbytère le recteur, M. l'abbé Ménez. Ce dernier a lu une énergique protestation. On l'a fait sortir de force du presbytère, et ses meubles ont été jetés sur la route, par une pluie battante. Les paroissiens ont vivement protesté. Les gendarmes ont ensuite regagné Landerneau ; il a fallu suspendre les opérations à cause de la tourmente. »

#### Les bûcherons
Un fait divers survenu en 1908 illustre l'existence à l'époque de huttes de bûcherons dans les bois de la commune :

« Un incendie s'est déclaré dans une hutte au bois de Kersimond, en Rosnoën (...). Deux des cinq bûcherons sont restés dans les flammes. (...) Ces derniers sont originaires de Camors où habitent leurs familles. »

#### L'affaire Turmel
En 1917 une affaire judiciaire qui fut célèbre en son temps éclate à Rosnoën : après le décès de Boscal de Réals, ses dix héritiers vendant la propriété de Toulencoat qu'il possédait à Rosnoën : 369 ha, 18 fermes et environ 3 150 pieds d'arbres. Un député de Guingamp, Turmel, flairant la bonne affaire, visite la propriété et s'en disant le nouveau propriétaire, en obtient les clefs et commença à en exploiter les arbres, provoquant l'ouverture d'une information judiciaire à son encontre. Cette enquête conclut en 1917 à la culpabilité du député, reconnu coupable de nombreux délits financiers.

#### Les guerres

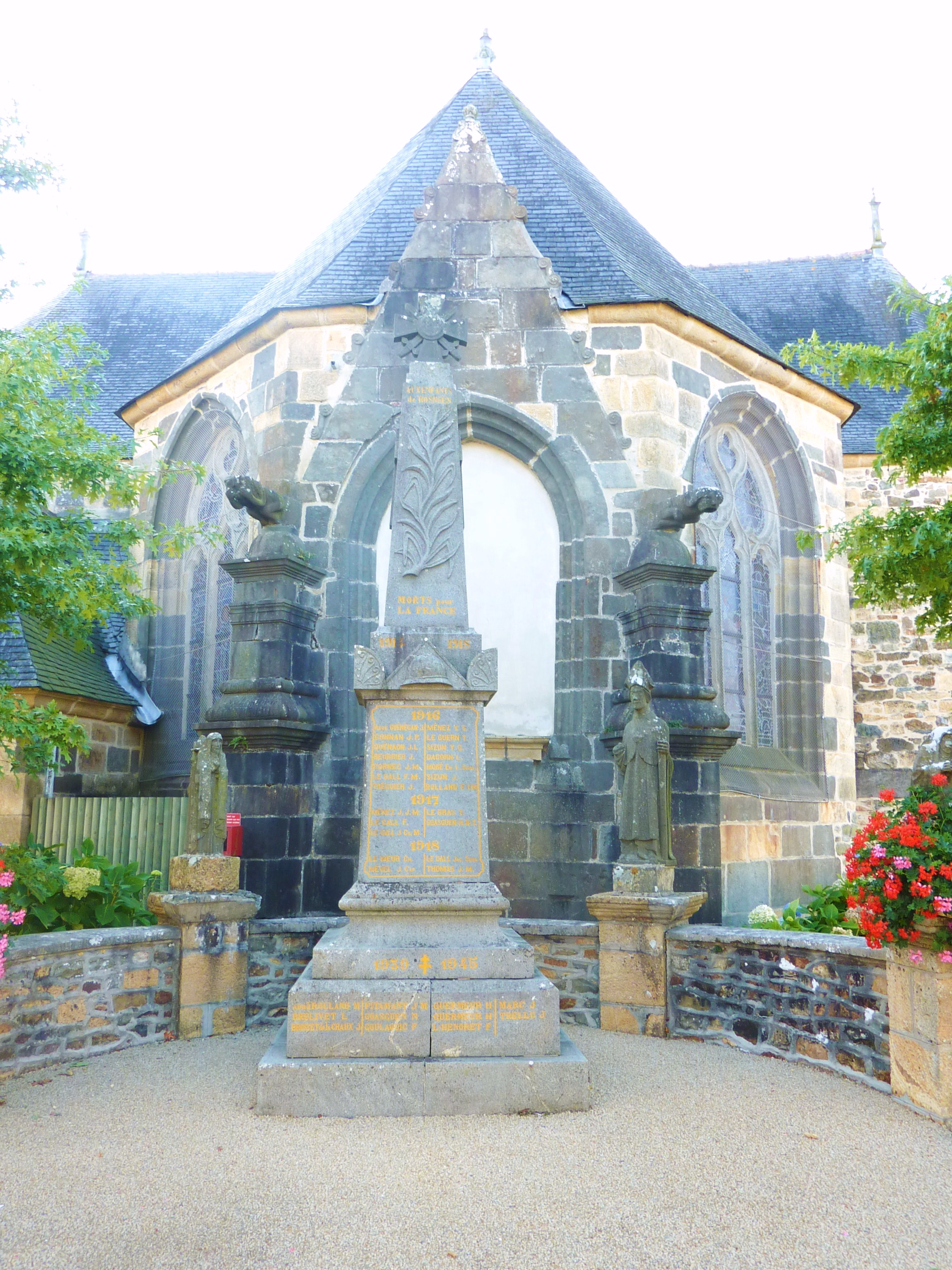
Rosnoën : le monument aux morts.

Le monument aux morts de Rosnoën porte les noms de 78 habitants de la commune morts pour la France dont 63 pendant la Première Guerre mondiale, 11 pendant la Seconde Guerre mondiale et 4 pour lesquels aucune précision n'est indiquée.
Jean Brosset de la Chaux, né le 9 mars 1895 à Crozon, ancien combattant de la première guerre mondiale, résidait au château de Kéronec en Rosnoën, quand, en février 1944, des Résistants du groupe "Vengeance du Faou" le sollicitent pour cacher cinq tonnes d'armes larguées par les avions anglais. Après un accueil assez froid, il accepte de cacher les armes dans son château. Mais les Allemands l'apprennent et, ainsi que plusieurs autres résistants, il est arrêté et incarcéré à Quimper, puis fusillé, le 15 mai 1944, sur la plage de Mousterlin en même temps que 5 résistants du Faou. Ses dernières paroles furent : « Je meurs en bon chrétien et en bon français ». Les armes n'ont jamais été retrouvées par l'ennemi. La dépouille de Jean Brosset de la Chaux repose au cimetière de Landévennec et son nom est gravé sur le monument aux morts de Rosnoën.
François Queffélec, né le 11 juillet 1900 à Rosnoën, commissaire de police à Morlaix, déporté au camp de concentration de Buchenwald, et Jean-Marie Cessou (alias Marcel Poulain), né le 8 février 1925 à Rosnoën, fusillé à La Rochelle-Normande le 29 juin 1944 furent également résistants.

## Les "passages" de l'Aulne

### Les «passages» d'antan

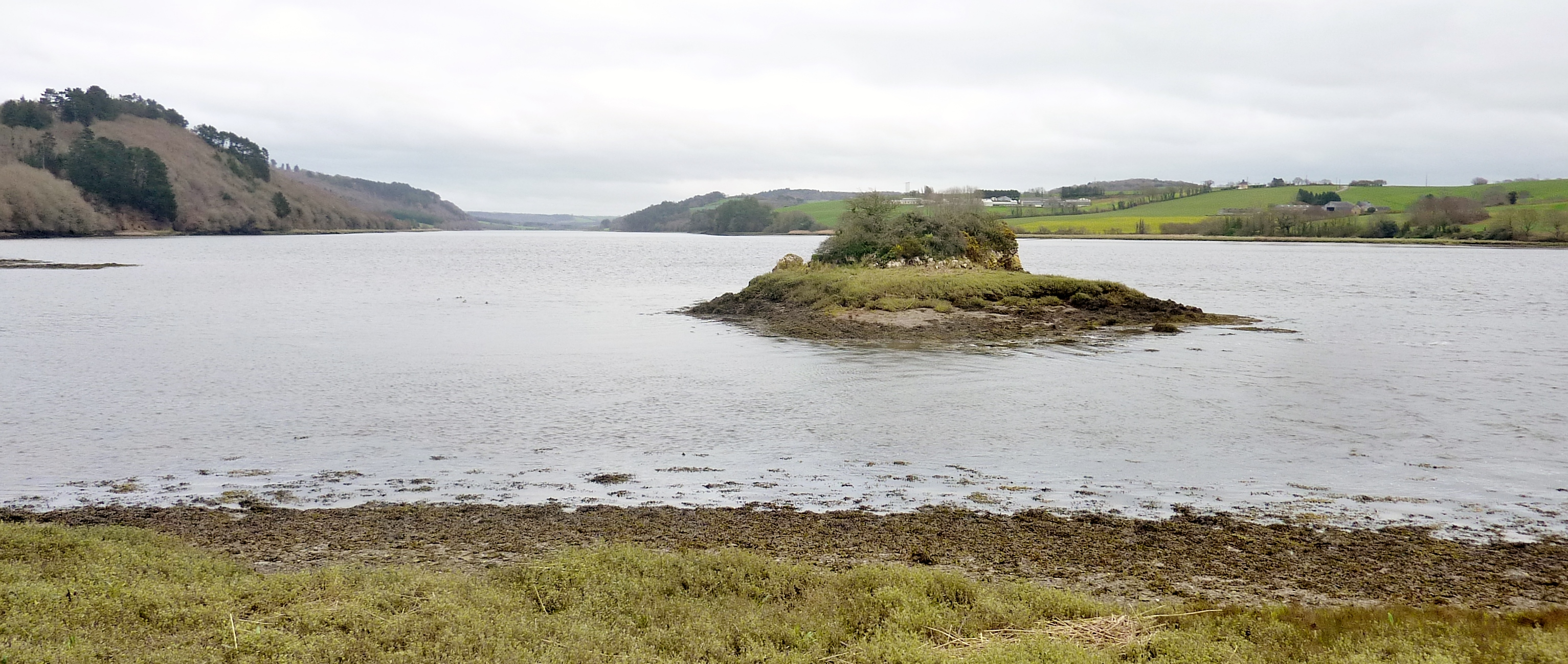
Rosnoën : l'Aulne maritime et l'îlot situé au niveau de l'ancien passage de l'Aulne entre Rosnoën et Dinéault.

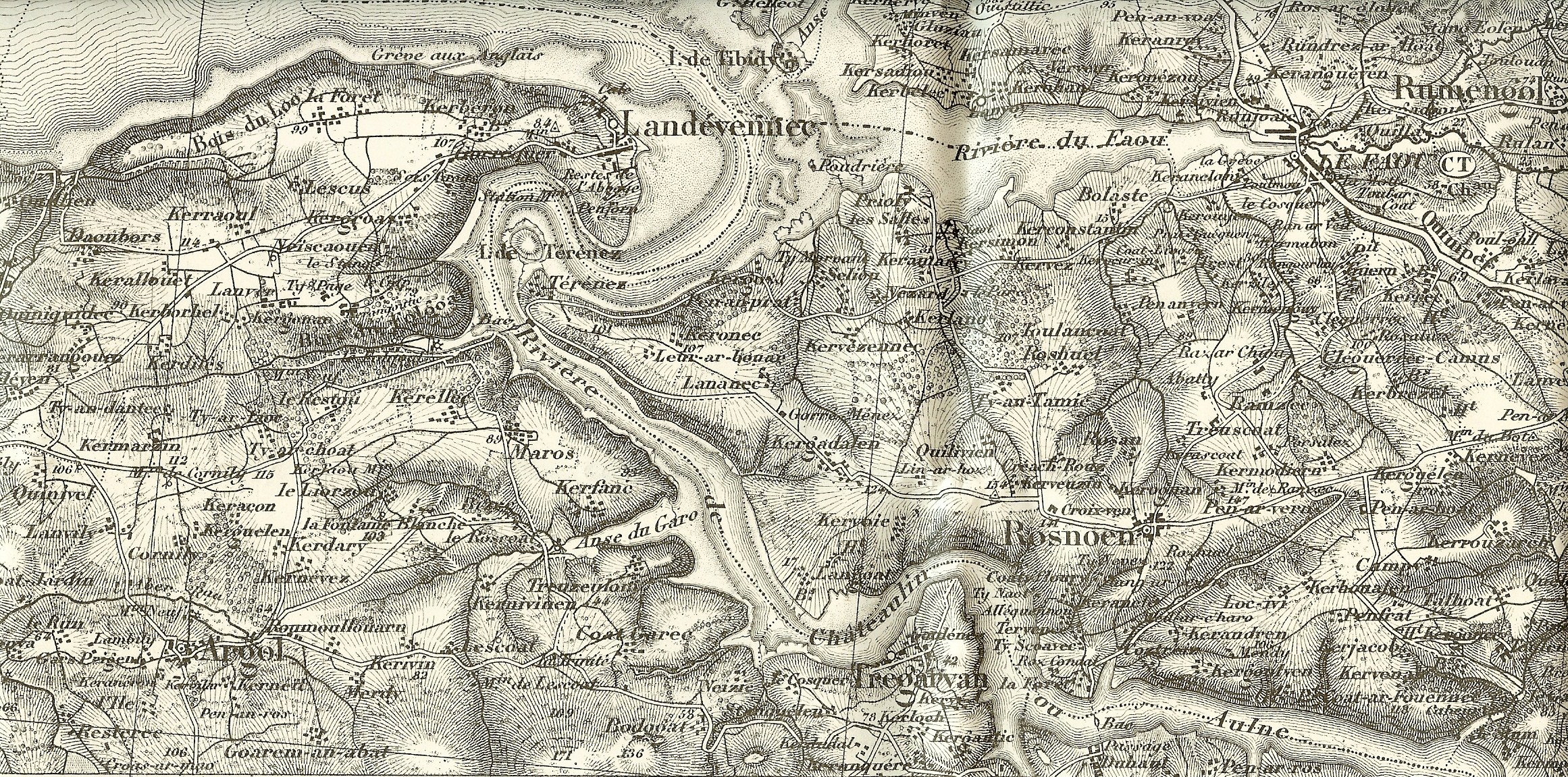
Carte d'état-major de l'Aulne maritime.

Appartenant aux seigneurs du Faou sous l'Ancien Régime, le « passage » entre Rosnoën et Dinéault, situé à la limite administrative des eaux fluviales et maritimes, situé sur l'axe allant de Landerneau à Douarnenez, attesté depuis 1514, était appelé Treiz Guenhel, du breton treiz (passage), et du nom de « saint Guinal », dont la chapelle se dressait sur la côte de Dinéault et se faisait par des bacs ou des chalands. Le « passage » était périlleux, compte tenu de sa largeur et de la force du courant. En 1858 fut construite une cale en pavage de pierres sèches, foulée depuis par des flots de piétons, de bêtes, charrettes et véhicules divers. Le Passage constituait un axe de communication entre le nord du Finistère et le sud vers la plaine du Porzay (l'affluence était grande chaque dernier dimanche d'août pour se rendre au pardon de Sainte-Anne-la-Palud) ou inversement (par exemple, les pèlerins venant du sud étaient nombreux chaque 15 août pour se rendre au pardon de Rumengol). Les foires d'Hanvec, du Faou et de Sainte-Marie-du-Ménez-Hom étaient aussi des jours d'affluence. Cet itinéraire était classé chemin de grande communication no 47 depuis 1862.

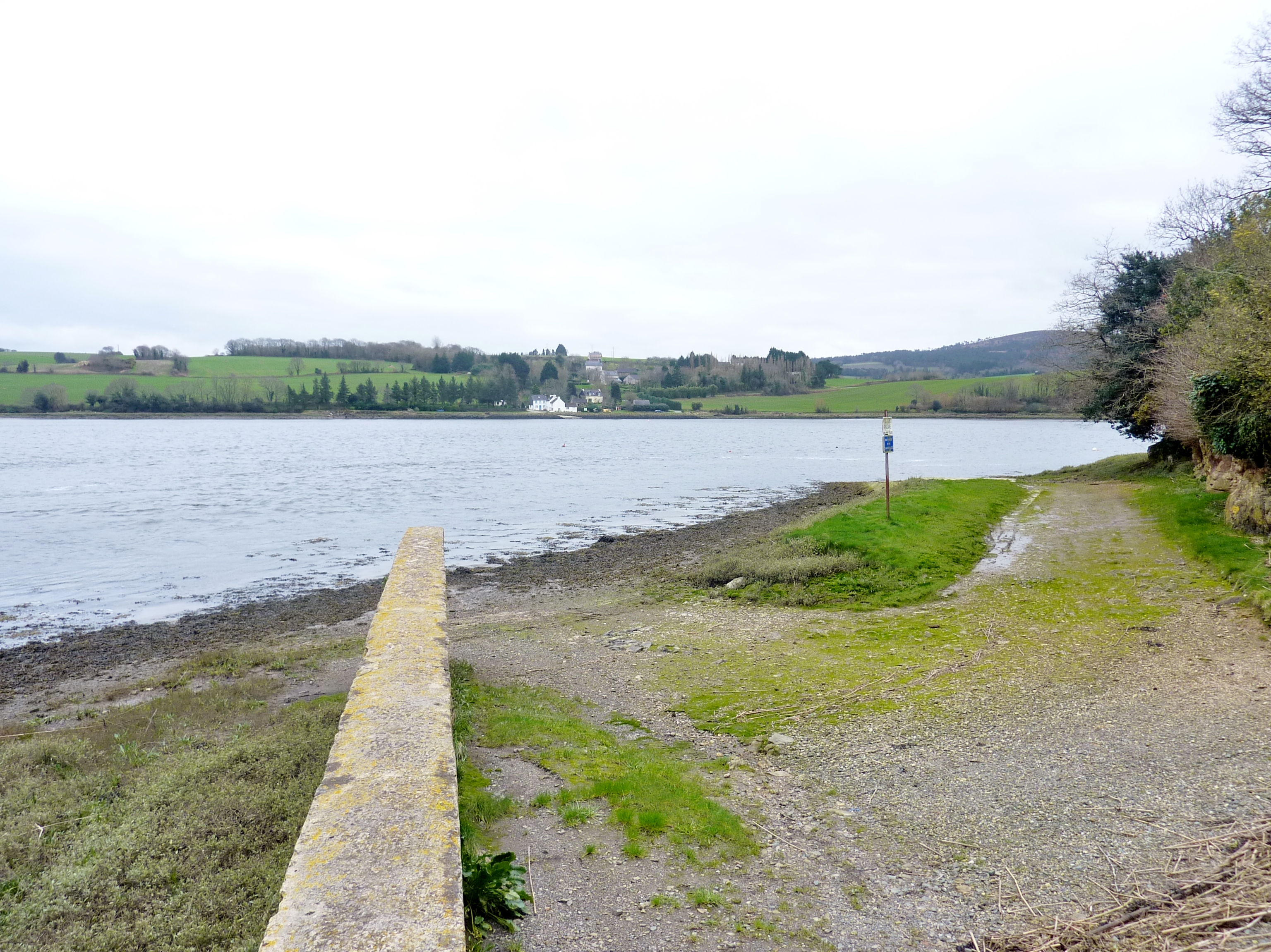
L'ancien passage de l'Aulne maritime entre Rosnoën et Dinéault vu depuis la rive droite côté Rosnoën.

Prendre le bac est dangereux comme en témoigne ce rapport du Conseil général du Finistère daté de 1874 :

« Il serait à désirer, pour éviter les accidents qui se produisent souvent à l'embarquement et au débarquement des animaux, et même des passagers, que les cales d'accès fussent améliorées, principalement pour les cales des bacs de Rosnoën [à Treiz Guenhel] et de Térennez [Térénez] ; celles existantes sont beaucoup trop basses et rendent les embarquements difficiles et dangereux. »

Le même rapport de 1874 dit que « le service est déplorable, le matériel en très mauvais état, et des plaintes incessantes sont adressées à l'administration ». À cette date, le service du « passage » était assuré par trois bacs à Térénez, un grand bac en mauvais état, un bac plus petit en bon état et un batelet en assez bon état ; à Rosnoën, un bac neuf propriété du passeur vient de remplacer à cette date les deux grands bacs en mauvais état qui appartenaient à l'État ; s'y ajoute un batelet qui permet seulement le passage des personnes. Un accident provoqué le 11 août 1874 par un cheval qui défonça le grand bac de Térénez faillit provoquer la mort de 14 personnes. Même la route menant au bac de Térénez était d'accès difficile et les accidents sont fréquents ; « la difficulté des communications entre Crozon et Le Faou, augmentées par la mer, est nuisible aux deux localités », mais ce n'est que dans le courant de la décennie 1870 que ce tronçon de route est amélioré.
En 1875, 25 175 piétons, 435 chevaux, 60 voitures et 508 veaux et moutons empruntent ce passage, réaménagé en 1878. Le bac se maintint en service malgré la mise en service en 1926 du premier pont de Térénez, profitant de la rareté du trafic automobile à l'époque pour continuer à assurer un service de proximité. Le dernier passeur fut Jean Horellou (Yann an Treizour) et sa fille tint le café, malgré la fermeture du passage en 1951, jusqu'en 1984.
Le « passage » de Térénez, sur l'axe Le Faou-Crozon, était aussi très fréquenté : ce passage existe depuis au moins le XVIIIe siècle et les cales ont été restaurées en 1836 et 1857 ; puis à nouveau en 1913 et 1923. Certaines années, au XIXe siècle, on comptait jusqu'à 25 000 piétons et un millier d'animaux. Ce « passage » a été utilisé en direction de Landévennec jusque vers 1925, date de la construction du premier pont de Térénez et à nouveau de 1944 (destruction du premier pont) jusqu'en 1951, lors de la mise en service du second pont de Térénez.
D'autres « passages » jalonnaient ainsi le fleuve, par exemple à hauteur de Trégarvan.

### Les ponts successifs de Térénez
La construction du premier pont de Térénez, un pont suspendu, a été entreprise dès 1913, mais, les travaux ayant été interrompus par la première guerre mondiale, la mise en service n'eût lieu que le 13 décembre 1925. Le tablier du pont de l'époque était constitué de traverses en bois, on raconte que l'écho de la traversée des véhicules s'entendait jusqu'au Passage de Dinéault par vent d'ouest. Il était qualifié à l'époque, selon la légende d'une carte postale de Jos Le Doaré le représentant de « plus beau pont suspendu de France, mesurant 272 mètres entre les deux piles, 38 mètres au-dessus du niveau de la mer. Hauteur de chaque pile : 68 mètres ; longueur de chaque travée d'accès : 37,50 mètres. Longueur totale du pont : 350 mètres ». Ce pont permettait le passage de la RN 791 (déclassée en 1973, désormais D 791) qui reliait Le Faou à Crozon et Camaret, évitant désormais le franchissement de l'Aulne par les bacs ou le détour par Châteaulin qui allongeait le parcours d'environ 25 km.
En 1944, les Allemands bombardent le pont ; sa reconstruction ne s'achève qu'en 1952. Le vieillissement prématuré du béton (le « cancer du béton » lié à une incompatibilité entre le sable et le ciment) et l'inadaptation du pont au trafic actuel (5 000 véhicules par jour) ont rendu nécessaire la construction d'un nouveau pont, pont courbe à haubans, dont la portée est de 285 mètres, dont l'inauguration a lieu en avril 2011.

## Économie
L'économie est une des compétences de la communauté de communes Presqu'île de Crozon-Aulne Maritime dont Rosnoën est membre.
L'agriculture a une grande importance en tant qu'activité économique. Elle est toujours très présente et compte 36 exploitations en activité en 2003. Les productions principales sont tournées vers l'élevage (lait, porc, volailles).
Comme dans toutes les petites communes rurales, les commerces de proximité ont tendance à disparaître, mais au bourg de Rosnoën, un commerce d'alimentation générale subsiste.
L'activité touristique est relativement bien développée, avec des restaurants, chambres d'hôtes et gîtes.
Il existe une zone d'activité, Coativoric ; cette zone de 6,3 hectares, située le long de la RD 791, est à vocation intercommunale. Elle répond à un cahier des charges strict en matière d'insertion paysagère et de respect de l'environnement.

## Démographie
L'évolution du nombre d'habitants est connue à travers les recensements de la population effectués dans la commune depuis 1793. Pour les communes de moins de 10 000 habitants, une enquête de recensement portant sur toute la population est réalisée tous les cinq ans, les populations de référence des années intermédiaires étant quant à elles estimées par interpolation ou extrapolation. Pour la commune, le premier recensement exhaustif entrant dans le cadre du nouveau dispositif a été réalisé en 2008.
En 2022, la commune comptait 993 habitants, en évolution de +4,42 % par rapport à 2016 (Finistère : +2,16 %, France hors Mayotte : +2,11 %).
| 1793  | 1800  | 1806  | 1821  | 1831  | 1836  | 1841  | 1846  | 1851  |
| ----- | ----- | ----- | ----- | ----- | ----- | ----- | ----- | ----- |
| 1 277 | 1 331 | 1 341 | 1 380 | 1 509 | 1 530 | 1 652 | 1 441 | 1 789 |

| 1856  | 1861  | 1866  | 1872  | 1876  | 1881  | 1886  | 1891  | 1896  |
| ----- | ----- | ----- | ----- | ----- | ----- | ----- | ----- | ----- |
| 1 698 | 1 768 | 1 838 | 1 731 | 1 752 | 1 679 | 1 661 | 1 670 | 1 561 |

| 1901  | 1906  | 1911  | 1921  | 1926  | 1931  | 1936  | 1946  | 1954  |
| ----- | ----- | ----- | ----- | ----- | ----- | ----- | ----- | ----- |
| 1 537 | 1 530 | 1 608 | 1 330 | 1 340 | 1 261 | 1 203 | 1 211 | 1 019 |

| 1962 | 1968 | 1975 | 1982 | 1990 | 1999 | 2006 | 2008 | 2013 |
| ---- | ---- | ---- | ---- | ---- | ---- | ---- | ---- | ---- |
| 932  | 812  | 725  | 692  | 802  | 835  | 943  | 977  | 940  |

| 2018 | 2022 | - | - | - | - | - | - | - |
| ---- | ---- | - | - | - | - | - | - | - |
| 958  | 993  | - | - | - | - | - | - | - |

Commentaire
Rosnoën a perdu 300 habitants en un peu plus de deux siècles entre 1793 et 2008 (-25,8 % en 215 ans), mais cette évolution globale masque quatre périodes très contrastées : d'abord, un essor démographique presque continu pendant la majeure partie du XIXe siècle jusqu'en 1866, année du maximum démographique jamais atteint par la commune : en 73 ans Rosnoën gagne 561 habitants (+43,9 % de 1793 à 1866) ; puis une période en dents de scie, mais toutefois plutôt en léger déclin démographique à la fin du XIXe siècle et au début du XXe siècle, la commune perdant quand même entre 1886 et 1911 230 habitants en 25 ans ; ensuite un important et presque continu déclin démographique pendant la majeure partie du XXe siècle, Rosnoën perdant 916 habitants entre 1911 et 1982 (-57,0 % en 71 ans) ; enfin un certain renouveau démographique se constate depuis 1982, la commune regagnant 285 habitants entre 1982 et 2008 (+41,1 % en 26 ans).
Entre 1999 et 2007, la population communale s'est accrue au rythme de +1,9 % l'an. Après avoir été négatifs pendant la majeure partie du XXe siècle, les soldes naturel et migratoire sont redevenus positifs, le premier depuis 1990, le second depuis 1975. Des lotissements récents se sont construits, contribuant à augmenter le nombre des résidences principales passées de 235 en 1968 à 407 en 2007, même si celui des résidences secondaires s'est également accru pendant la même période, passant de 52 en 1968 à 99 en 2007 en raison de la proximité littorale.

## Politique et administration

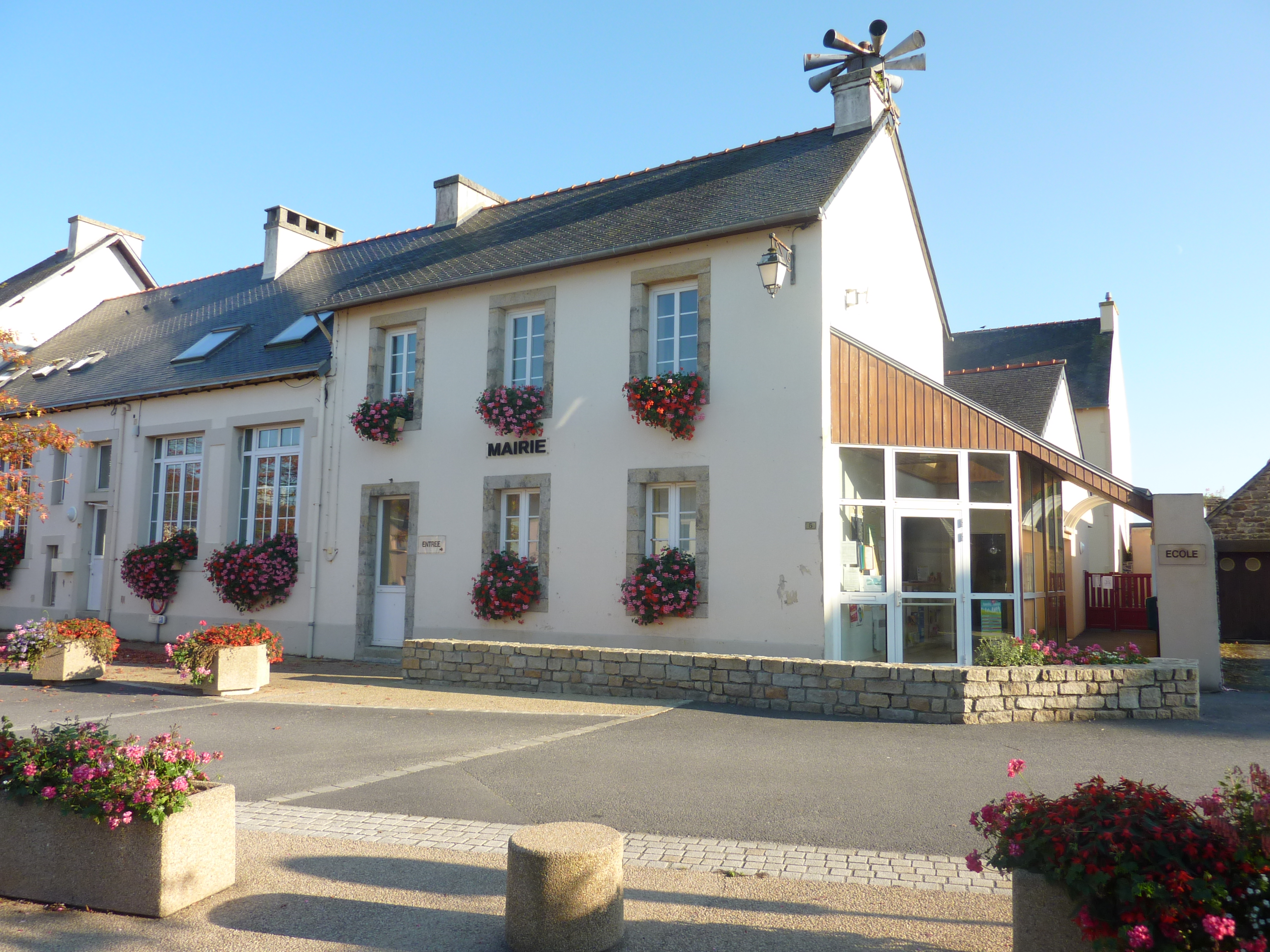
Rosnoën : la mairie-école.

## Sites et patrimoine

### Sites naturels et sentiers piétonniers
- Le Belvédère offre un panorama sur l'Aulne maritime et le Ménez-Hom. D'autres points de vue intéressants sur les méandres de l'Aulne se trouvent à Kervezennec, Kergo, Térénez, Kerjacob et Rozalus.
- Circuits piétonniers[82] :
  - le « circuit des deux rivières » : long de 14 km, il relie la grève de la Rade de Brest à l'Aulne fluviale. Il permet de découvrir les richesses du milieu marin côtier, surtout à marée basse, et de nombreux paysages maritimes (rade de Brest naissante) et terrestres (Menez-Hom, méandres de l'Aulne) ainsi que les restes d'un habitat ancien typique (Les Salles) ;
  - le « circuit du saut du loup » (Lamm ar Bleiz), long de 8 km ;
  - l'île de Térénez ;
  - les grèves du Seillou, de Dou Ar Rodron, de Langoat, de Ty An Aod.

### Patrimoine religieux

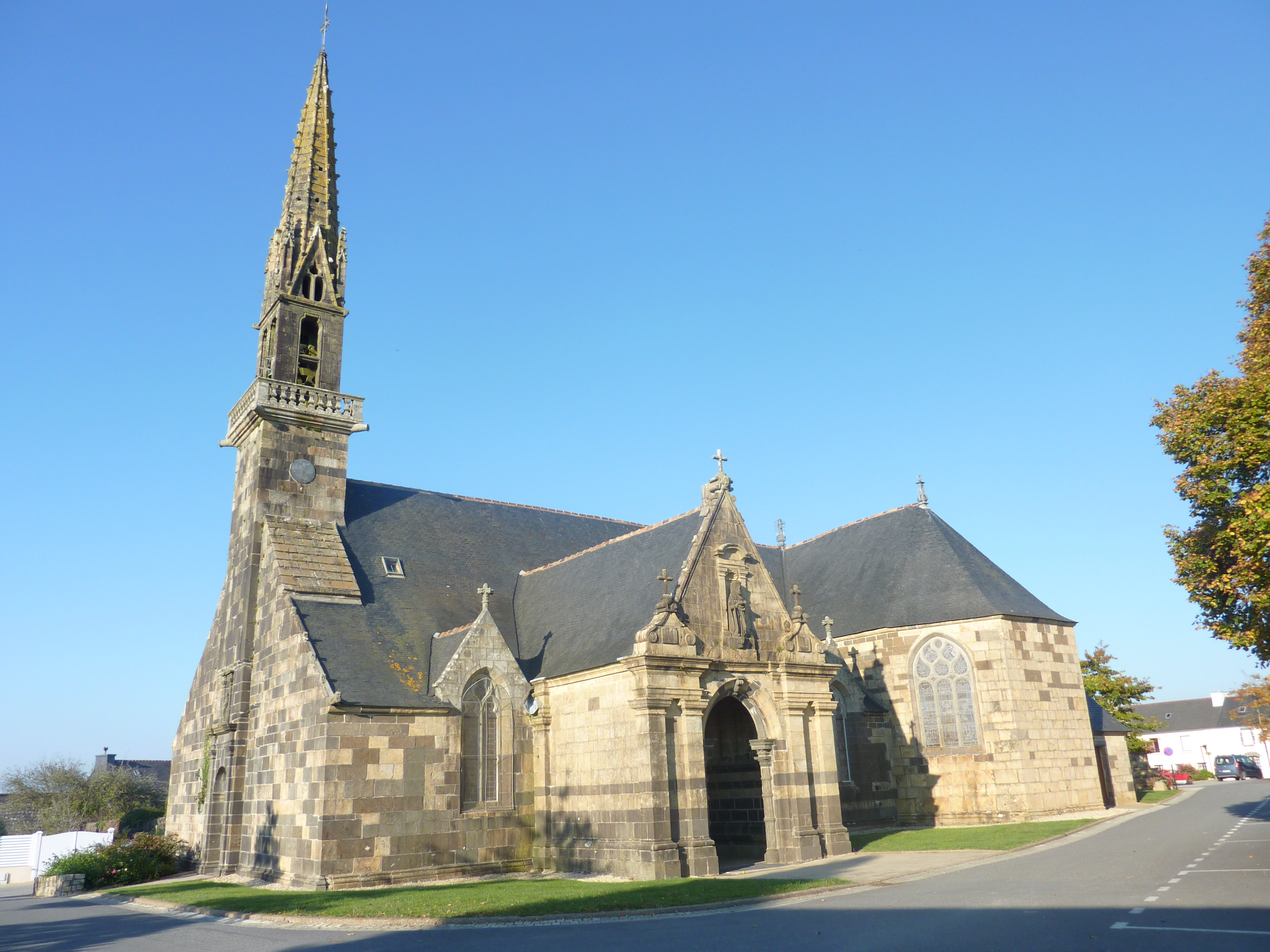
L'église paroissiale Saint-Audoën.

Rosnoen possède un ensemble architectural remarquable, témoin de l'art religieux breton du XVIIe siècle.
- L'église Saint-Audoën, consacrée à saint Audoën (en fait saint Ouen [Audoenus en latin], dit aussi Ewen), église paroissiale, construite pour partie en kersantite, date du XVIe siècle (le clocher à galerie date de 1662 selon une inscription qui s'y trouve) au XVIIIe siècle, le porche sud ayant été achevé en 1714. Une peinture murale, le Triomphe de la Trinité date de 1677, œuvre de Pierre Cann. Oubliée, elle a été redécouverte en 1895[83]. L'église possède des statues de saint Audoën, saint Roch et saint Sébastien[27].

- Le calvaire près de l'église paroissiale date de 1648 ; il a été restauré en 1893. Des statues vestiges de l'ancien calvaire, sculpté par Roland Doré, se trouvent près du monument aux morts (statue géminée de saint Jean et saint Barthélemy, Vierge-évêque, Vierge de Pitié).

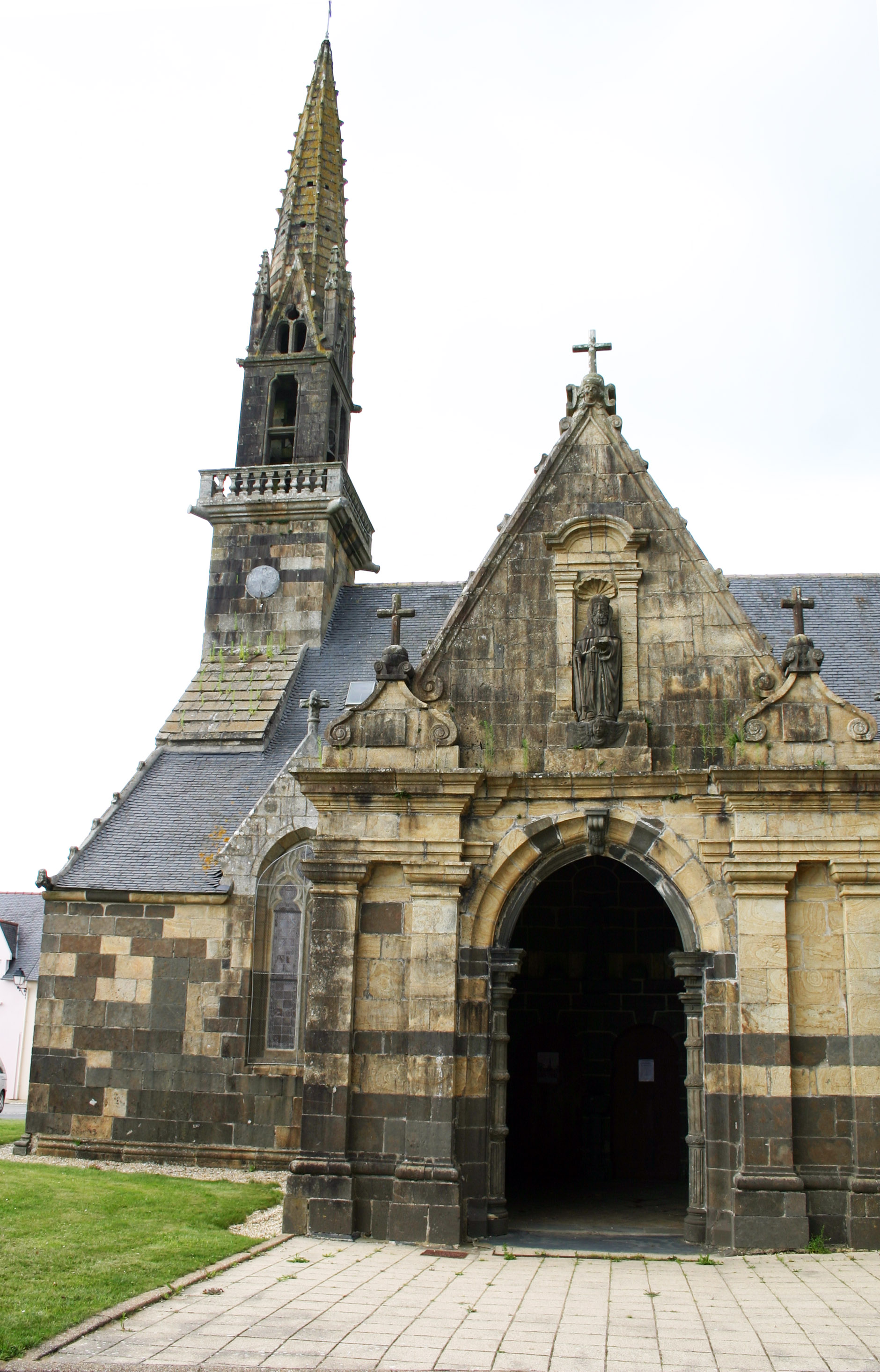
Rosnoën : l'église paroissiale, porche.
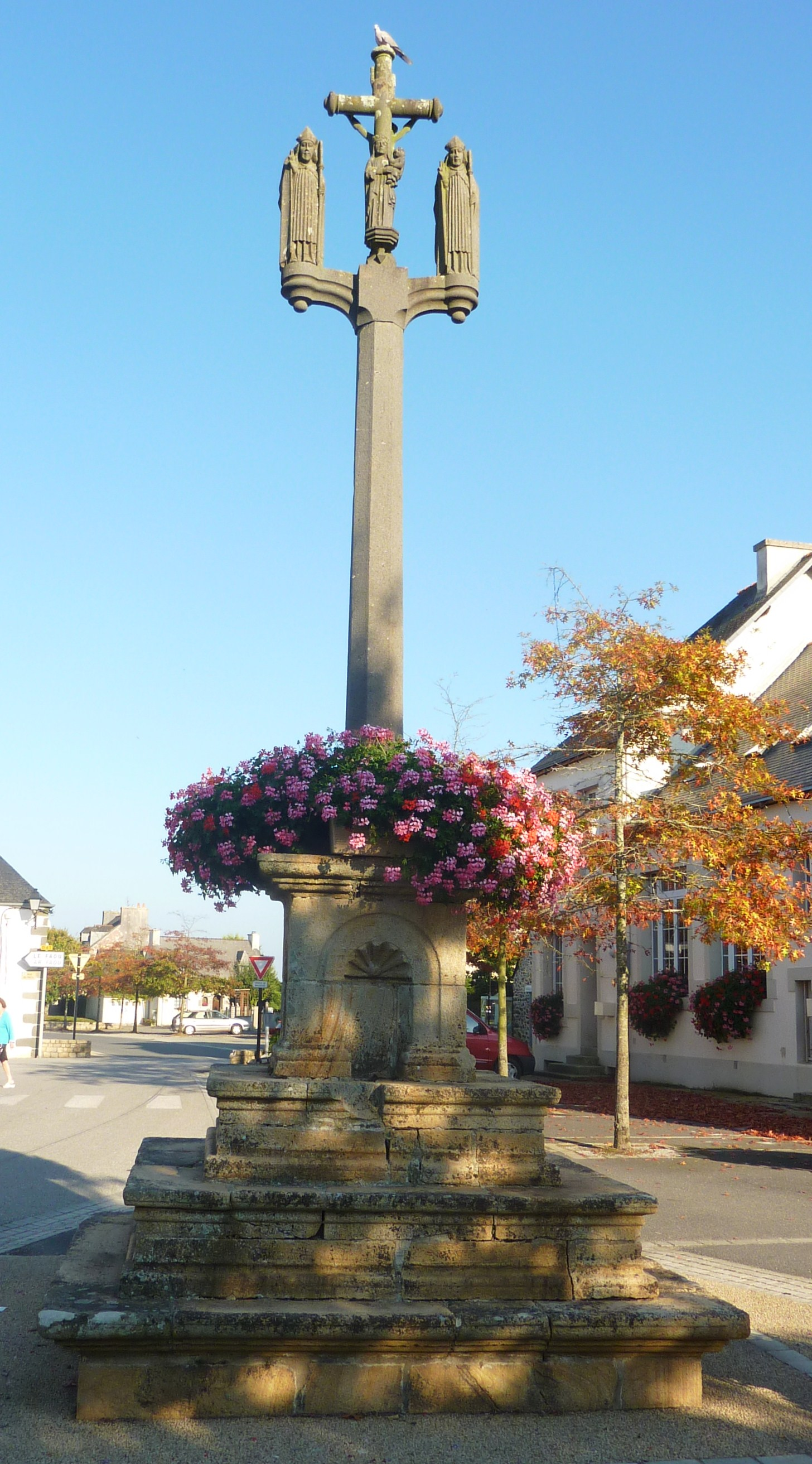
Rosnoën : le calvaire du bourg 1.
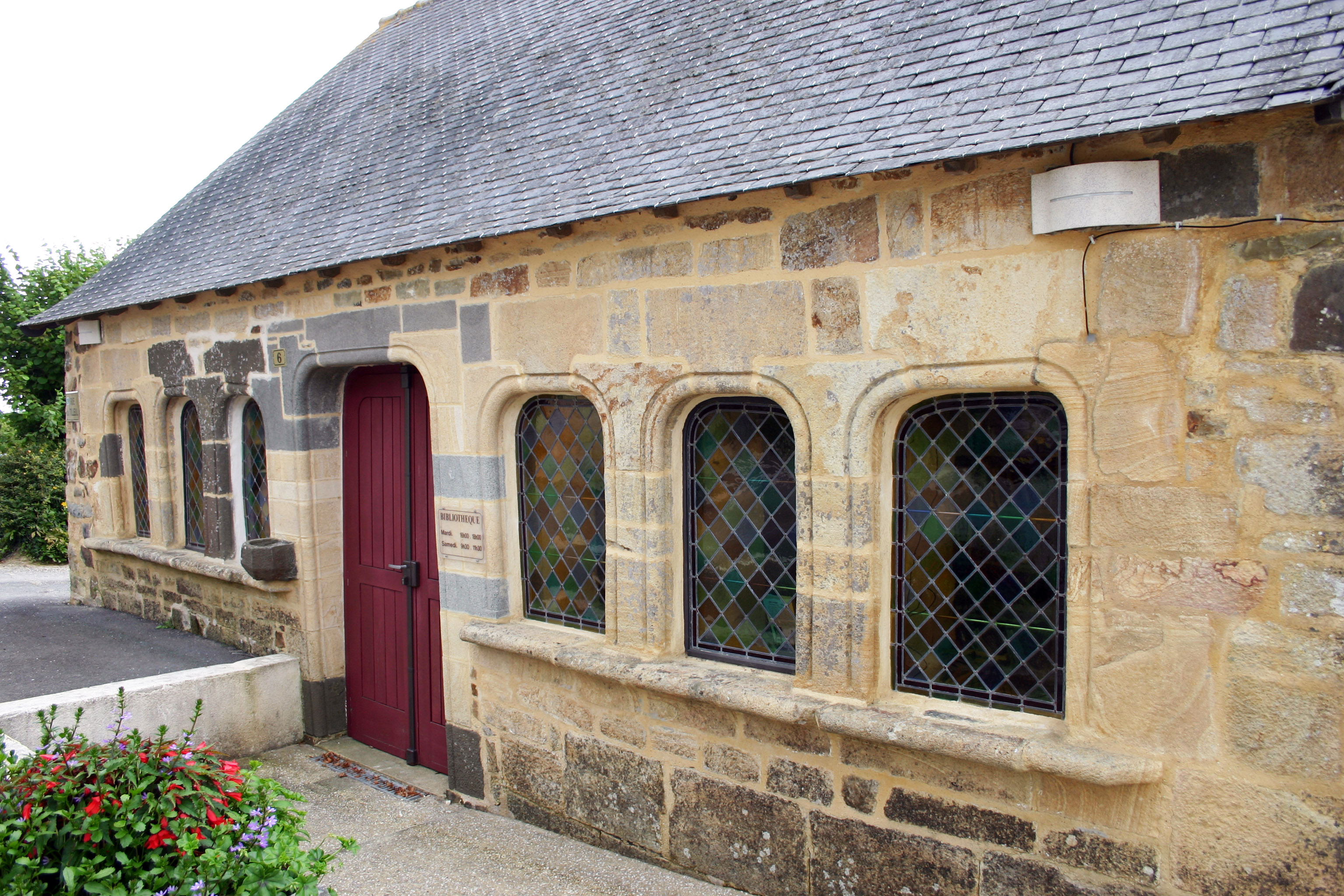
Rosnoën : l'ossuaire (transformé en bibliothèque).
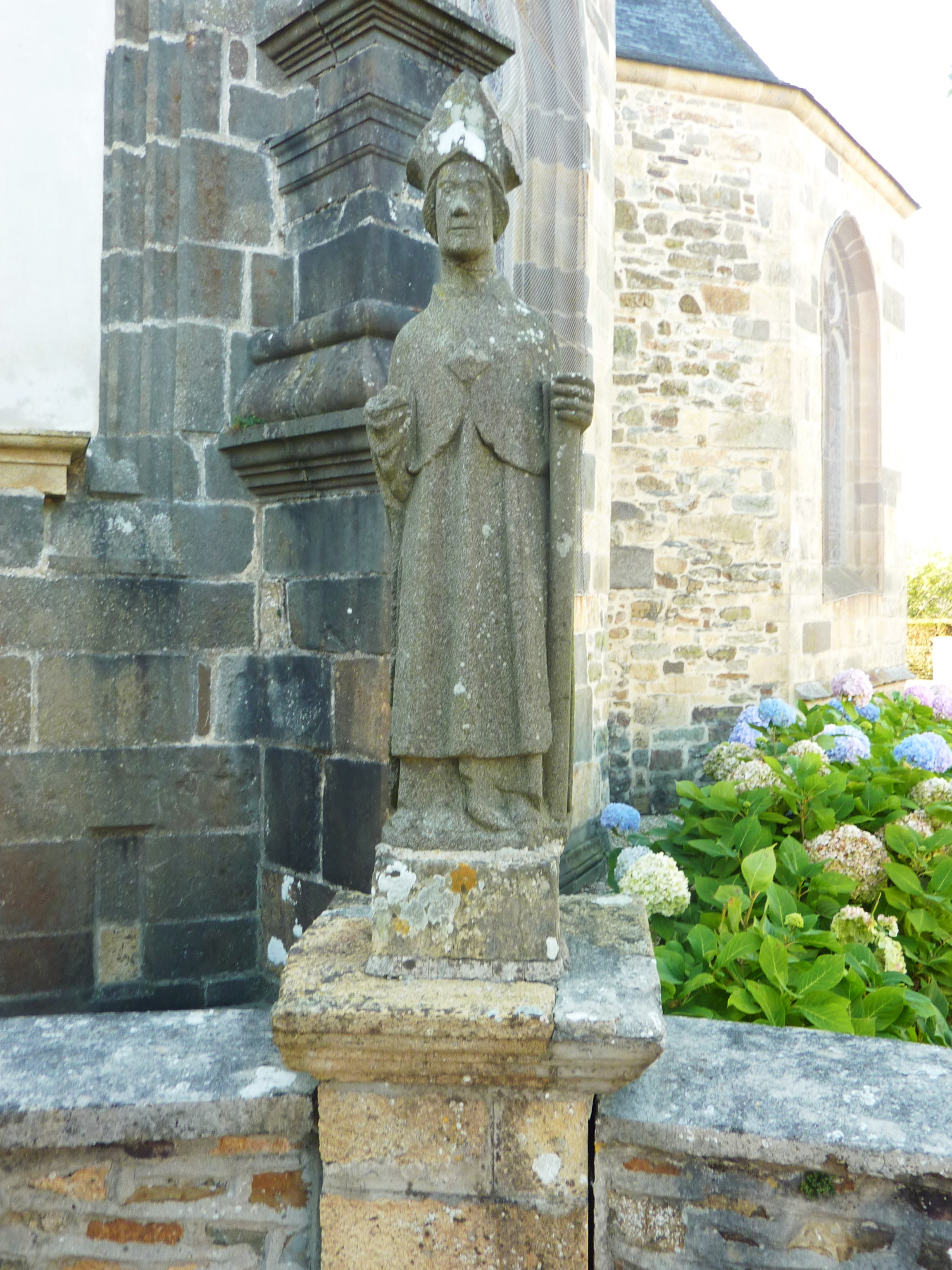
Rosnoën : statue Vierge-Évêque (reste de l'ancien calvaire de Roland Doré).
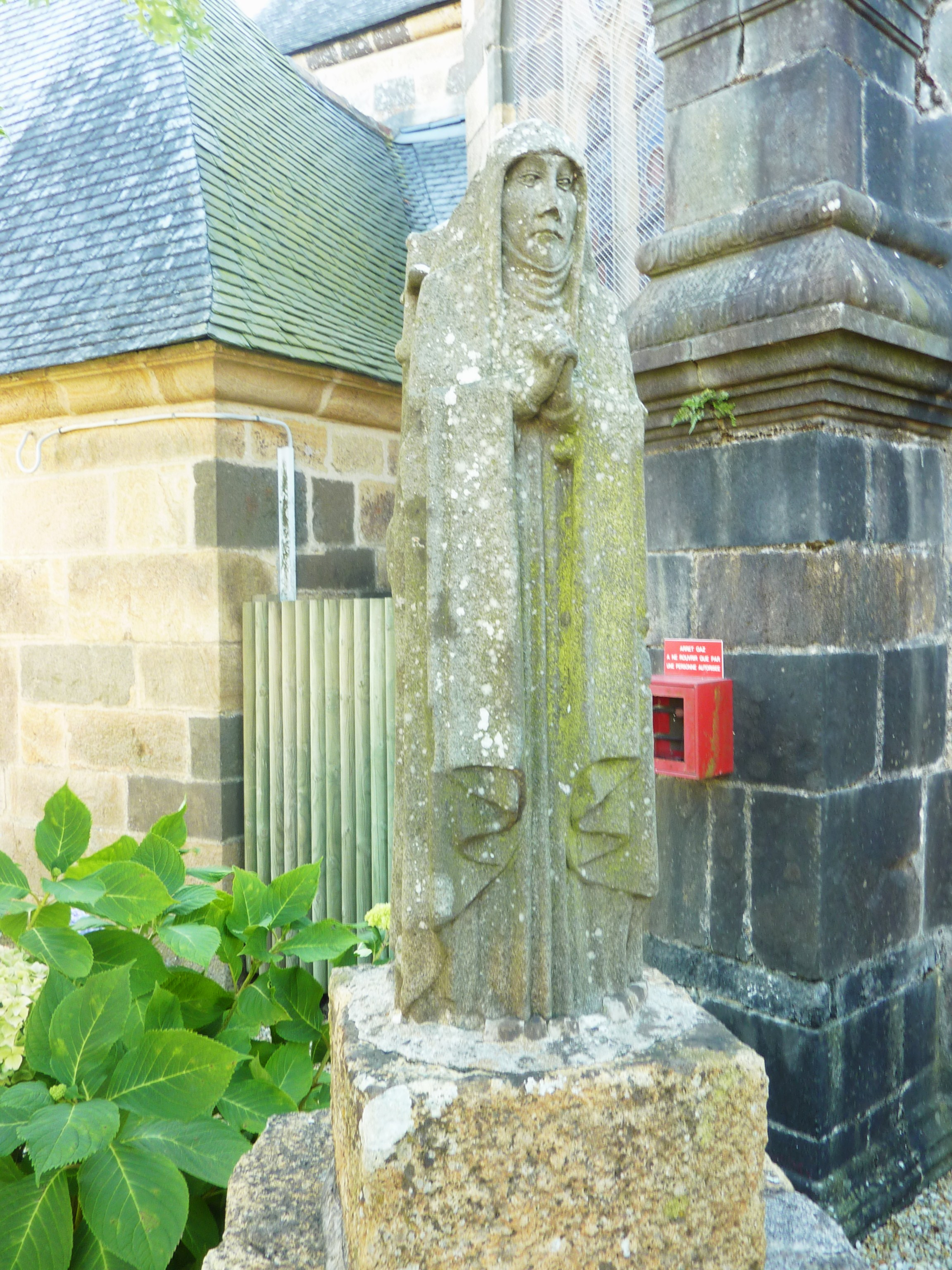
Rosnoën : statue Vierge de Pitié (reste de l'ancien calvaire de Roland Doré).
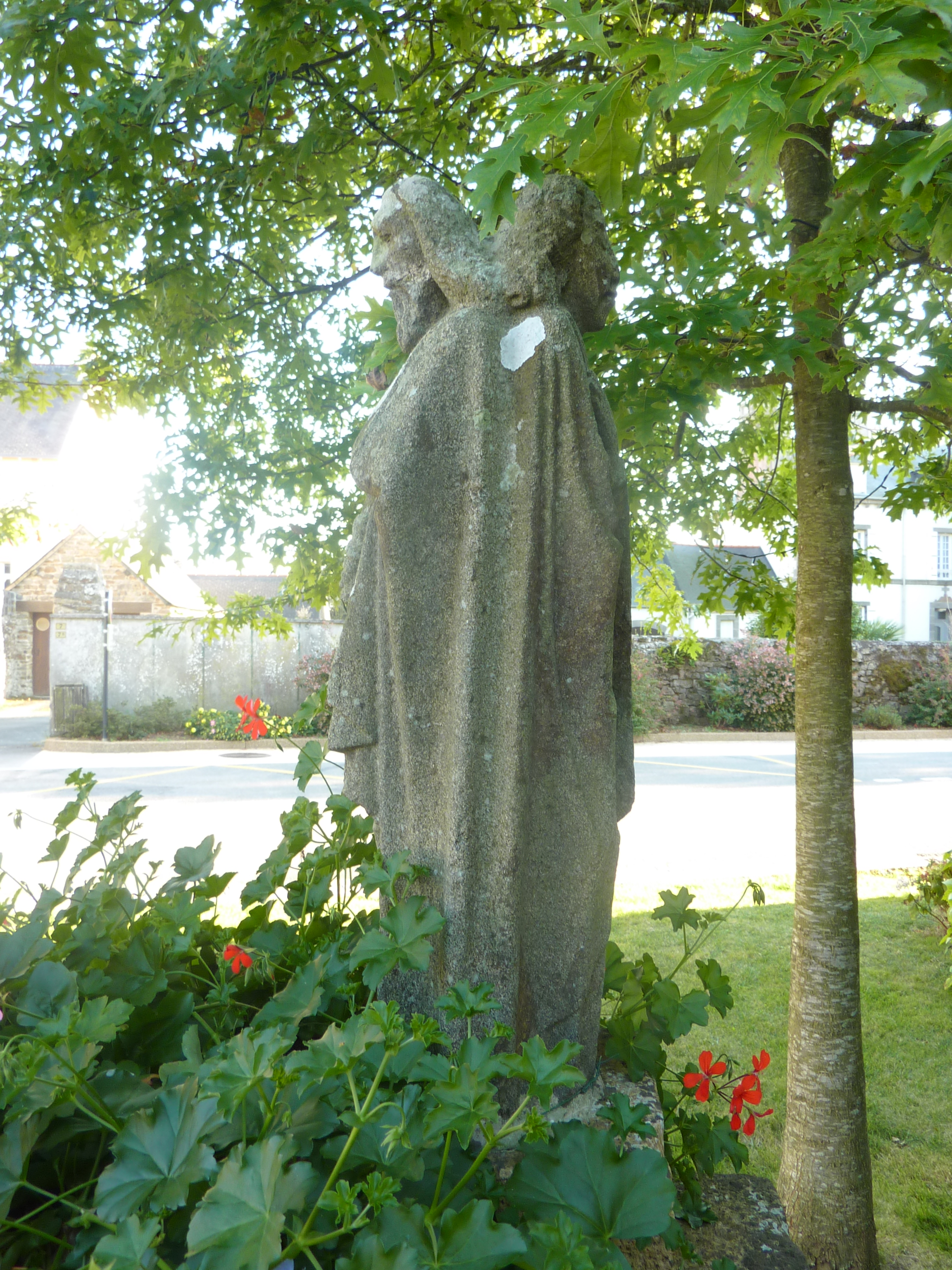
Rosnoën : statue géminée de saint Jean et saint Barthélemy (reste de l'ancien calvaire de Roland Doré).

- D'autres croix ou calvaires se trouvent à Pen-ar-Hoat (datant du Moyen Âge), dans le cimetière (mission de 1880) et à Kergroaz (datant de 1870), ces deux dernières en kersantite[84].

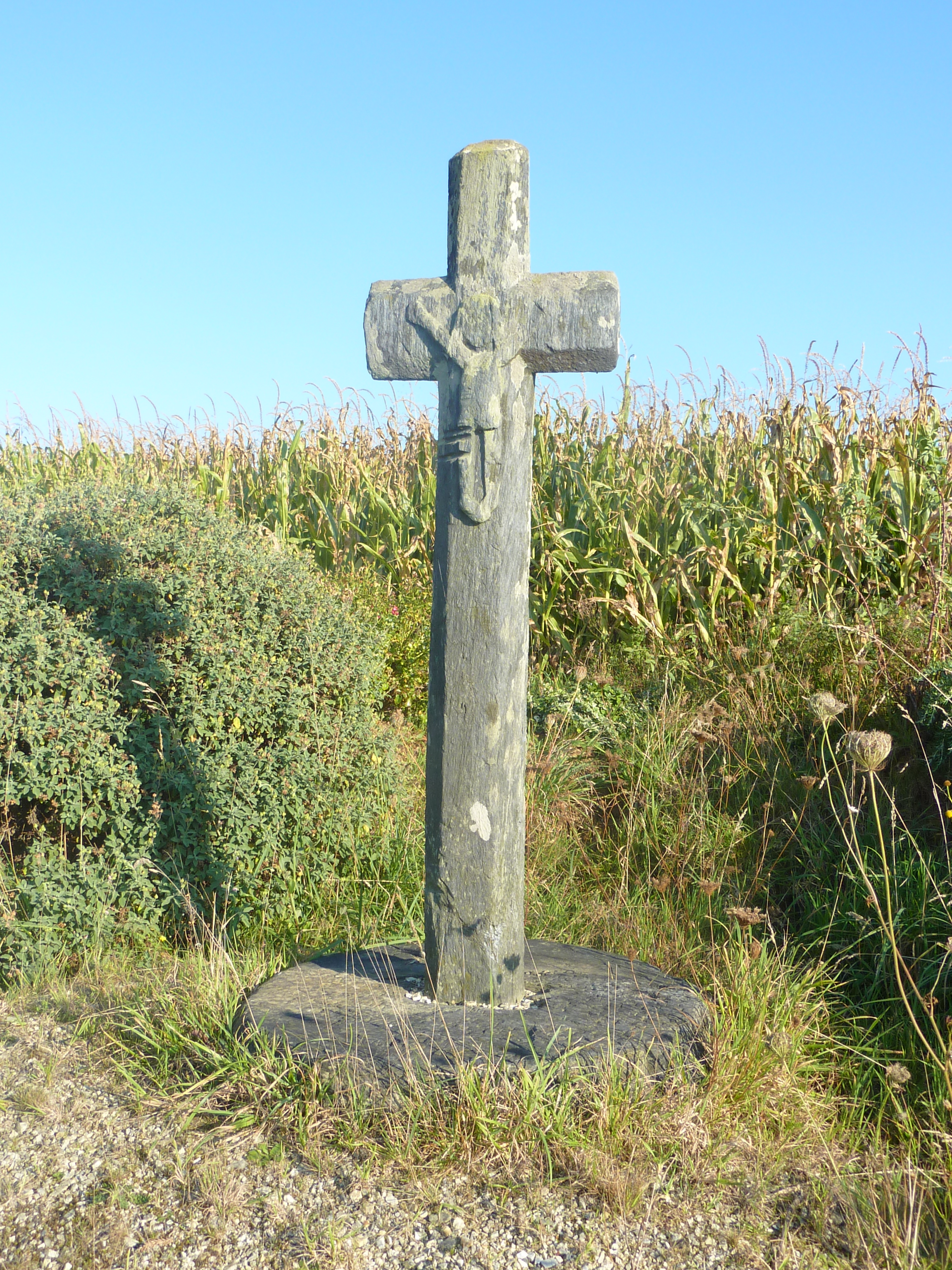
Rosnoën : la croix de Pen-ar-Hoat (Moyen Âge ou XVIe siècle), croix monolithe en schiste portant, en demi-relief, un Christ en croix aux pieds joints[85].

### Patrimoine culturel civil
- L'Écomusée de l'abeille et du miel de Térénez.
- L'ancienne poudrière royale (XVIe siècle, XIXe siècle) de l'île d'Arun, construite en 1694 sur l'ordre de Desclouzeaux, intendant de marine à Brest sur un îlot d'environ 4000². L'édifice servait au séchage, au stockage et à la protection de la poudre neuve fabriquée dans la poudrerie de Pont-de-Buis[86].
- La maison des douaniers (première moitié du XIXe siècle) servait à la surveillance de l'Aulne et du transport des poudres provenant de la poudrerie de Pont-de-Buis. Le film Le Passeur des frères Jacques et Pierre Prévert y a été tourné en 1965.
- L'ancien bac de Parc ar C'hoat, qui permettait de traverser l'Aulne et le site du Passage à Térénez, avec l'ancienne « Maison du passeur » à la Forêt[87].
- Plusieurs manoirs :
  - Le manoir de Kerlano : il date de 1652 pour sa partie la plus ancienne, mais la majeure partie des bâtiments datent du troisième quart du XVIIe siècle[88].
  - Le manoir de Kerrec-Creis (1780). Ce lieu noble, attesté en 1426, appartenait à Guyomar Omnès, procureur du vicomte du Faou. Le manoir du XVIe siècle a été déclassé en simple ferme au XVIIIe siècle. Le logis actuel, en quartzite, a été construit en 1780 par David de Pengern (ou Penguern) et son épouse Marie-Joseph Le Gal de la Lande, avec des matériaux provenant du manoir de Penguern en Lopérec[89].
  - Le manoir du Prioly (ou Priol-ty, ce qui veut dire en breton « maison du prieur ») : l'ancien prieuré est mentionné au XIe siècle dans le cartulaire de Landévennec est rattaché à la seigneurie du Parc au Moyen Âge ; il est dénommé prieuré Saint-Pierre du Parc et indiqué comme dépendant de l'abbaye de Landévennec au XVIIe siècle[90]. En mauvais état (la chapelle a disparu en 1748), vendu comme bien national lors de la Révolution française, les bâtiments actuels datent de la fin du XIXe siècle, le logis principal en granite et pierre de kersanton datant de 1882, construits par le baron anglais Brimont[91] dans un style anglais[92].
  - Le manoir des Salles : son existence est attestée au XVIe siècle, mais le logis principal a été reconstruit vers 1750 et largement remanié dans la seconde moitié du XIXe siècle[93].
  - Le manoir du Parc : des restes d'une enceinte médiévale sont partiellement conservés. Une puissante seigneurie s'y est développée à la fin du Moyen Âge, disposant du droit de haute justice sur une bonne partie de la paroisse de Rosnoën au XVIe siècle. Ce manoir a appartenu au XVIIe siècle à la famille Le Veyer-Coëtnez et le domaine, vaste de 800 hectares, est acquis en 1830 par Charles Louis de Pompéry et les bâtiments sont largement transformés par l'acquéreur, puis, entre 1880 et 1890, ses fils Théophile, Henry et Édouard de Pompéry[94].
  - Le manoir d'Alleguénou (ou Halleguenou, en breton « bois de saules ») est attesté dès 1426. Son nom a été francisé au XVIe siècle sous le toponyme « La Saudraye ». Le logis actuel date du XVIe siècle mais a été très transformé au XXe siècle[95].
  - La maison de Treuscoat
- Le château de Keronec, construit entre 1901 et 1904 par Henri Brosset de la Chaux (les plans sont de l'architecte Jean-Marie Laloy)[96].
- Le château de Toulencoat date de la décennie 1880. Il doit son nom à Charles Le Saulx de Toulancoat, notaire, époux de Catherine de Tréouret de Kerstrat, qui y possédait un manoir au XVIe siècle, qui fut détruit vers 1880 et remplacé par le château actuel de style néoclassique construit par l'architecte Arthur Regnault pour le compte de Marie-Philomène Le Saulx de Toulancoat et Raoul Boscal de Réals[97].
- 9 moulins à eau (Kergoustantin, Bolast, Coativoric, Ramzec, Kerrec, Meilh ar Haro, Cabeuric, Toulancoat, le Parc) et 4 moulins à vent (le Parc, Kerveurzin, Pen ar Vern, Kermodiern) sont attestés par les archives et figurent sur le cadastre de 1845.

### Activités culturelles
Deux associations locales sont actives :
- Bro Ar Ster Goz, cercle celtique du Faou[98] ;
- Bagad An Arvoric : son but est de préserver le patrimoine populaire collectif afin de le transmette aux futures générations par l'initiation aux pratiques instrumentales bretonnes de base.

## Personnalités liées à la commune
- Maurice du Parc (voir partie « histoire »).

- Les frères de Pompéry :

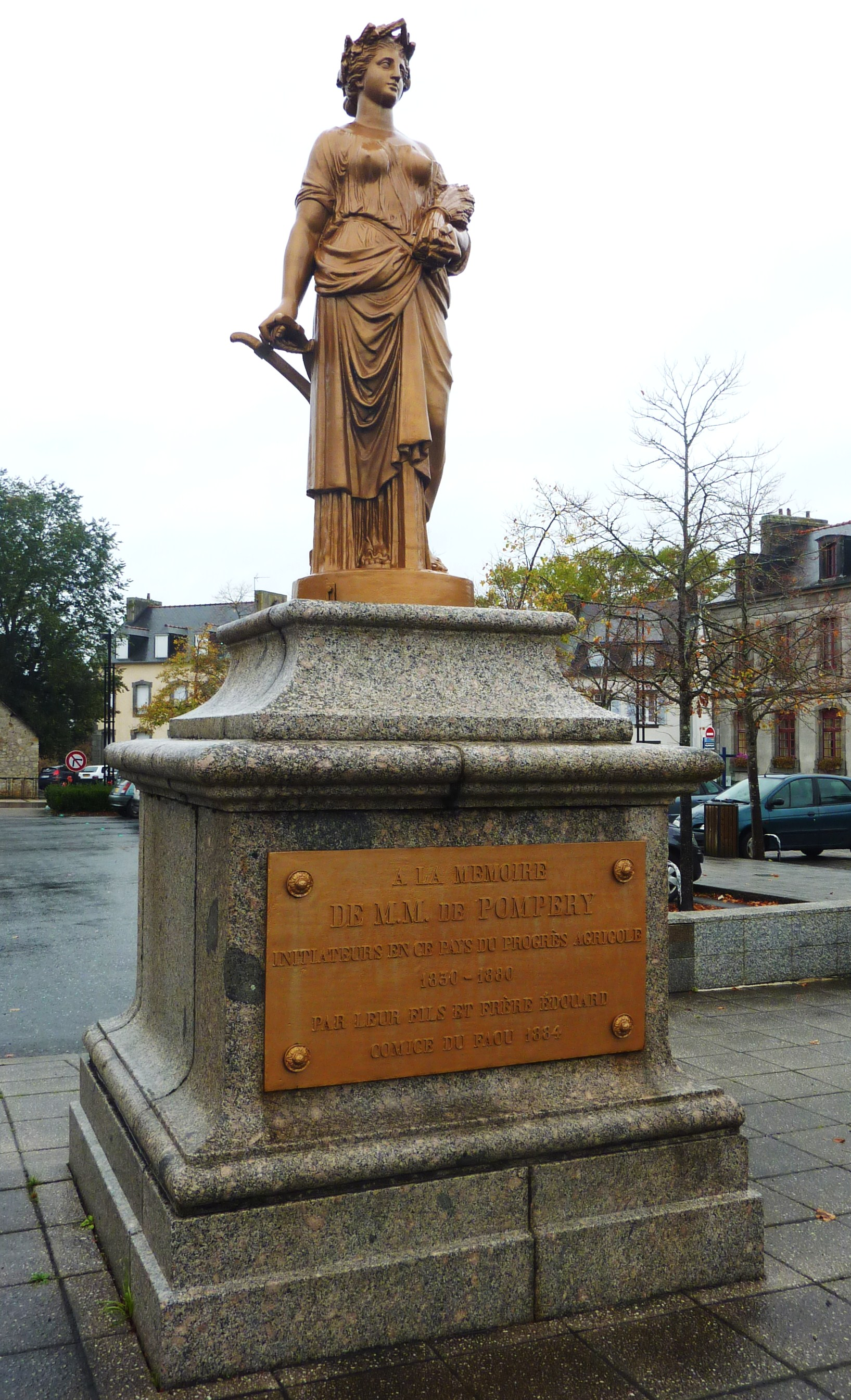
Statue « À la mémoire de MM de Pompéry », sur la place Centrale du Faou.

  - Théophile de Pompéry, agriculteur et homme politique ;
  - Henri (né le 15 janvier 1816 à Soissons, décédé le 25 novembre 1882 à Rosnoën), fut maire de Rosnoën ;
  - Édouard de Pompéry, journaliste politique et essayiste.
- Jean Brosset de la Chaux (1895-1944), résistant (voir partie « histoire »).
- Charles Goulaouic mathématicien Français, professeur d'universités à Rennes et Orsay puis professeur à l'École polytechnique.